# Waschbär
Der Waschbär (Procyon lotor), auch als Nordamerikanischer Waschbär, einst auch als Schupp bezeichnet, ist ein in Nordamerika heimisches, mittelgroßes Säugetier. Seit Mitte des 20. Jahrhunderts ist er als Neozoon auch auf dem europäischen Festland, im Kaukasus und in Japan vertreten, nachdem er dort aus Gehegen entkommen ist oder ausgesetzt wurde. Waschbären sind überwiegend nachtaktive Raubtiere und leben bevorzugt in gewässerreichen Laub- und Mischwäldern. Aufgrund ihrer Anpassungsfähigkeit leben sie zunehmend auch in Bergwäldern, Salzwiesen und urbanen Gebieten.

## Taxonomie

### Namensgebung
Neben dem Deutschen verwenden auch viele andere Sprachen zur Bezeichnung des Waschbären ein Wort, das sich aus einem Begriff für das typische „Waschen“ der Nahrung in Gefangenschaftshaltung und dem jeweiligen Wort für Bär zusammensetzt. Beispiele dafür sind wasbeer (niederländisch), vaskebjørn (dänisch), tvättbjörn (schwedisch), raton laveur (französisch), orsetto lavatore (italienisch), mýval (tschechisch und slowakisch), medviedik čistotný (slowakisch) und araiguma (洗熊, japanisch). Die englische Bezeichnung raccoon (gelegentlich auch racoon oder umgangssprachlich abgekürzt zu coon) geht dagegen auf ein Wort in der Sprache der Algonkin zurück, das von Häuptling Powhatan und seiner Tochter Pocahontas ahrah-koon-em – andere Schreibweisen existieren – ausgesprochen wurde und so viel wie „der mit seinen Händen reibt, schrubbt und kratzt“ bedeutet. Und das von spanischen Kolonialisten eingeführte spanische Wort mapache stammt vom aztekischen Wort mapachtli ab, was mit „der alles in seine Hände nimmt“ übersetzt werden kann.
In älteren deutschen Werken wie Brehms Tierleben findet sich neben Waschbär die veraltete Bezeichnung Schupp. Laut dem Deutschen Wörterbuch der Brüder Grimm stammt sie von dem russischen Wort šúba für „Pelz“ ab.
In den ersten Jahrzehnten nach der Entdeckung des Waschbären durch die Mitglieder der Expedition von Christoph Kolumbus, der als erster Mensch eine schriftliche Aufzeichnung über die Tierart verfasste, unterstellten Taxonomen eine Verwandtschaft zu vielen anderen Tierarten, unter anderem den Hunden, Katzen, Dachsen und vor allem den Bären. Carl von Linné, der Vater der modernen Taxonomie, ordnete den Waschbären ebenfalls der Gattung Ursus zu, zuerst als Ursus cauda elongata („langschwanziger Bär“) in der zweiten Ausgabe seines Systema Naturae und schließlich als Ursus lotor („Waschbär“) in der zehnten Ausgabe. 1780 ordnete der deutsche Naturforscher Gottlieb Conrad Christian Storr den Waschbären einer eigenen Gattung mit dem Namen Procyon zu, was übersetzt sowohl „vor dem Hund“ als auch „hundähnlich“ bedeuten kann. Storr könnte aufgrund des nachtaktiven Lebensstils des Waschbären aber auch den Stern Prokyon als Namensgeber der Gattung ausgewählt haben.

### Evolution
Aufgrund von Fossilienfunden in Frankreich und Deutschland wird davon ausgegangen, dass die ersten Vertreter der Familie der Kleinbären vor rund 25 Millionen Jahren im späten Oligozän in Europa lebten. Sich ähnelnde Zahn- und Schädelstrukturen deuteten darauf hin, dass Kleinbären und Marder einen gemeinsamen Vorfahren besitzen, aber molekulare Analysen sprechen für eine nähere Verwandtschaft zu den Bären. Nach der Überquerung der Beringstraße mindestens sechs Millionen Jahre später lag das Zentrum des Verbreitungsgebiets der damals vorkommenden Arten vermutlich in Zentralamerika. Nasenbären (Nasua und Nasuella) und Waschbären (Procyon) gingen möglicherweise vor 5,2 bis 6,0 Millionen Jahren aus einer Art der Gattung Paranasua hervor. Dieser auf morphologischen Fossilienvergleichen basierenden Annahme steht eine 2006 durchgeführte genetische Analyse entgegen, nach der Waschbären näher mit den Katzenfretten verwandt sind. Im Gegensatz zu den anderen Kleinbären, wie dem Krabbenwaschbären (Procyon cancrivorus), verließen die Vorfahren des Waschbären tropische und subtropische Gebiete und zogen vor etwa 2,5 Millionen Jahren weiter nach Norden, was durch den Fund von Fossilien, die aus dem mittleren Pliozän stammen und in den Great Plains gefunden wurden, gezeigt wurde.

### Unterarten
Fünf ausschließlich auf kleinen zentralamerikanischen und karibischen Inseln vorkommende Waschbärarten (sogenannte Endemiten) wurden nach ihrer Entdeckung zumeist als eigenständige Arten angesehen. Dabei handelt es sich um den Bahamas-Waschbären und den Guadeloupe-Waschbären, die einander sehr ähnlich sind, den Tres-Marias-Waschbären, der überdurchschnittlich groß ist und sich durch einen auffällig quadratischen Schädel auszeichnet, den Cozumel-Waschbären, der nur drei bis vier Kilogramm wiegt und besonders kleine Zähne aufweist, und den ausgestorbenen Barbados-Waschbären. In den Jahren 1999, 2003 und 2005 durchgeführte morphologische und genetische Studien führten jedoch dazu, dass alle diese Inselwaschbären, mit Ausnahme des Cozumel-Waschbären (Procyon pygmaeus), in der dritten Ausgabe des zoologischen Standardwerks Mammal Species of the World (2005) als Unterarten des (nordamerikanischen) Waschbären aufgelistet wurden.
Die vier kleinsten Unterarten, darunter Procyon lotor marinus, mit einem jeweils durchschnittlichen Gewicht von 1,8 bis 2,7 Kilogramm, leben entlang der Südküste Floridas und den angrenzenden Inseln. Die meisten der anderen 15 Unterarten unterscheiden sich nur geringfügig voneinander bezüglich Fellfarbe, Größe oder anderen physischen Merkmalen. Die zwei am weitesten verbreiteten Unterarten sind Procyon lotor lotor und Procyon lotor hirtus. Wie der größere Procyon lotor hirtus weist auch Procyon lotor lotor ein vergleichsweise dunkles, langhaariges Fell auf. Procyon lotor lotor kommt in allen US-Bundesstaaten und kanadischen Provinzen nördlich von South Carolina und Tennessee vor. Das angrenzende Verbreitungsgebiet von Procyon lotor hirtus umfasst alle US-Bundesstaaten und kanadische Provinzen nördlich von Louisiana, Texas und New Mexico.

## Merkmale

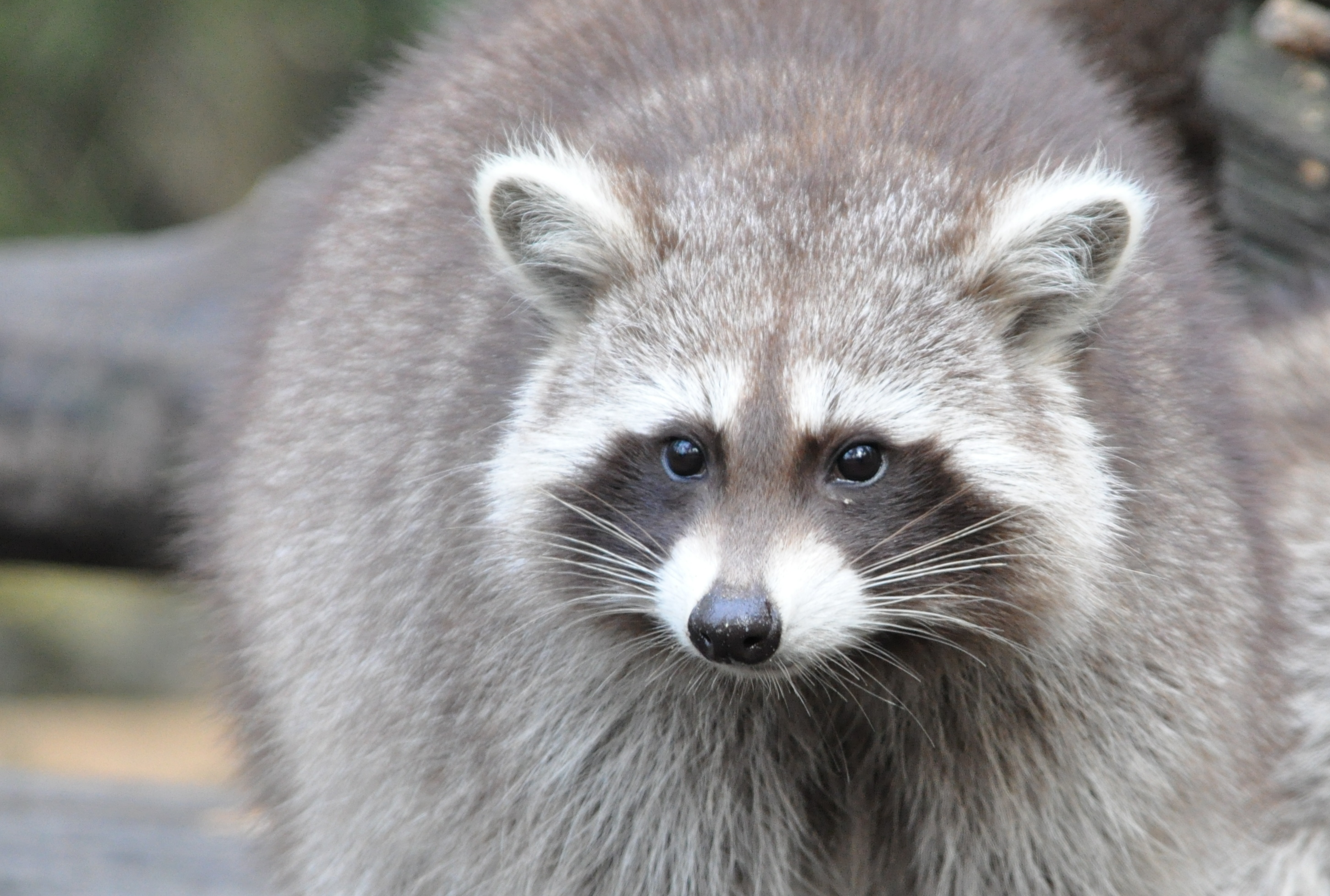
Porträt

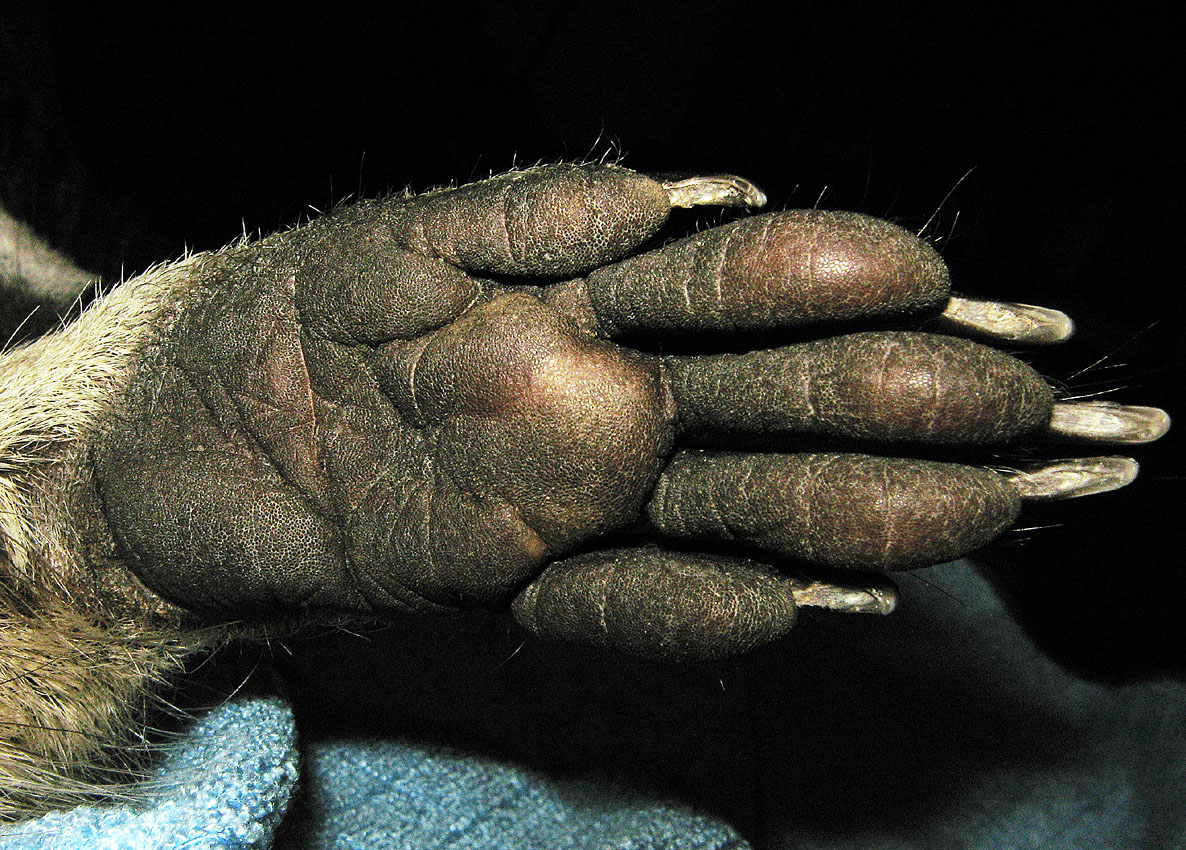
Unterseite der Vorderpfote

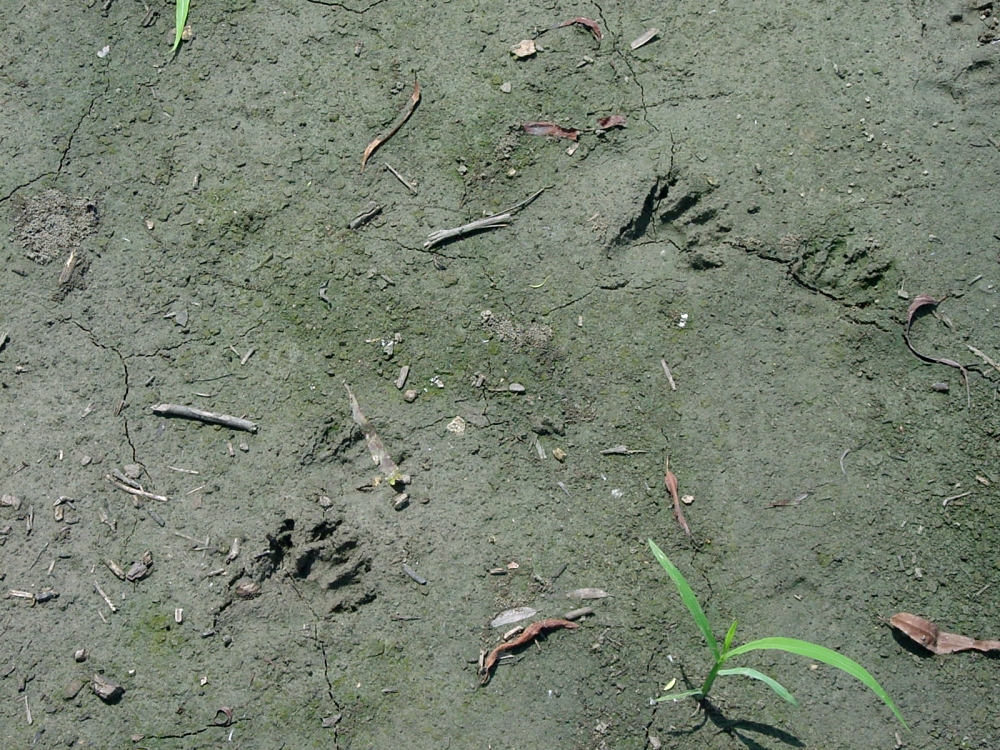
Fährte

Typisch für den Waschbären sind das ausgeprägte haptische Wahrnehmungsvermögen der Vorderpfoten und die schwarze Gesichtsmaske, die sich scharf vom umgebenden weißen Fell absetzt, sie ähnelt der des Marderhundes. Auch die leicht abgerundeten Ohren werden von weißem Fell umrandet. Es wird angenommen, dass Waschbären den Gesichtsausdruck und die Körperhaltung gegenüberstehender Artgenossen aufgrund der markanten Gesichtszeichnung in Zusammenspiel mit dem hell-dunkel gestreiften Schwanz schneller erfassen können. Die dunkle Maske könnte auch Blendeffekte reduzieren und dadurch die Nachtsicht verbessern. Am restlichen Körper ist das lange und wasserabweisende Oberfell in verschiedenen Grau- und, in geringerem Umfang, Brauntönen gefärbt. Waschbären mit sehr dunkel gefärbtem Fell sind vor allem in der deutschen Population vertreten, da sich in der Gründerpopulation einzelne Tiere mit derartiger Fellzeichnung befanden. Das dichte Unterfell, das fast 90 Prozent der Gesamtzahl an Haaren ausmacht besteht aus 2,0 bis 3,0 Zentimeter langen Haaren.
Hervorzuheben ist das gute Gedächtnis der Tiere, die sich in Versuchen auch noch nach drei Jahren an die Lösung einer früher gestellten Aufgabe erinnern konnten. Waschbären sind Allesfresser und ernähren sich zu ungefähr 40 Prozent von Wirbellosen, zu 33 Prozent von pflanzlicher Kost und zu 27 Prozent von Wirbeltieren. In Gefangenschaft gehaltene Waschbären tauchen ihre Nahrung oft unter Wasser, was als „Waschen“ gedeutet wurde, sehr wahrscheinlich aber eine Leerlaufhandlung zur Imitation der Nahrungssuche an Fluss- oder Seeufern ist, wo der Waschbär, unter Steinen und anderen Verstecken tastend, nach Krebsen oder anderer Nahrung sucht.
Während der Waschbär früher als Einzelgänger angesehen wurde, gibt es heute Belege dafür, dass er ein geschlechtsspezifisches Sozialverhalten zeigt. Miteinander verwandte Fähen (Weibchen) teilen sich oft ein gemeinsames Gebiet; nicht verwandte Rüden (Männchen) dagegen leben in lockeren, aus bis zu vier Tieren bestehenden Kleingruppen zusammen. Dadurch sind sie während der Paarungszeit in der Lage, sich besser gegen fremde Rüden und überhaupt gegen potenzielle Angreifer zu behaupten. Die Größe der Streifgebiete variiert zwischen 0,03 Quadratkilometer für Weibchen in Städten und 49,5 Quadratkilometer für Männchen in der Prärie. Nach einer Tragzeit von etwa 65 Tagen bringt das Weibchen im Frühling, abhängig von der örtlichen Situation, zwei bis fünf Junge zur Welt. Die Welpen werden anschließend von ihrer Mutter bis zur allmählichen Trennung im Herbst alleine aufgezogen. Obwohl in Gefangenschaft gehaltene Waschbären über 20 Jahre alt werden können, liegt ihre Lebenserwartung in freier Natur nur zwischen 1,8 und 3,1 Jahren. Jagd und Verkehrsunfälle sind in vielen Gebieten die beiden häufigsten Todesursachen.
Mit einer Körperlänge zwischen 41 und 71 Zentimetern, nicht eingerechnet der zwischen 19,2 und 40,5 Zentimeter lange buschige Schwanz, der normalerweise aber nicht deutlich länger als 25 Zentimeter ist, und einem Gewicht zwischen 3,6 und 9,0 Kilogramm ist der Waschbär der größte Vertreter der Familie der Kleinbären. Die Schulterhöhe liegt zwischen 22,8 und 30,4 Zentimetern. Das Körpergewicht erwachsener Waschbären differiert je nach Verbreitungsgebiet und Jahreszeit zwischen 1,8 und 13,6 Kilogramm, wobei übliche Werte zwischen 3,6 und 9,0 Kilogramm liegen. Die kleinsten Individuen sind an der Südküste Floridas anzutreffen, die größten gemäß der Bergmannschen Regel an der nördlichen Grenze des Verbreitungsgebiets. Männliche Exemplare sind in der Regel 15 bis 20 Prozent schwerer als Weibchen. Zu Winteranfang können Waschbären aufgrund des angefressenen Winterspecks mehr als doppelt so viel wiegen wie im Frühling. Der schwerste in freier Natur lebende Waschbär wog 28,4 Kilogramm, was das mit Abstand höchste je gemessene Gewicht eines Kleinbären darstellt.

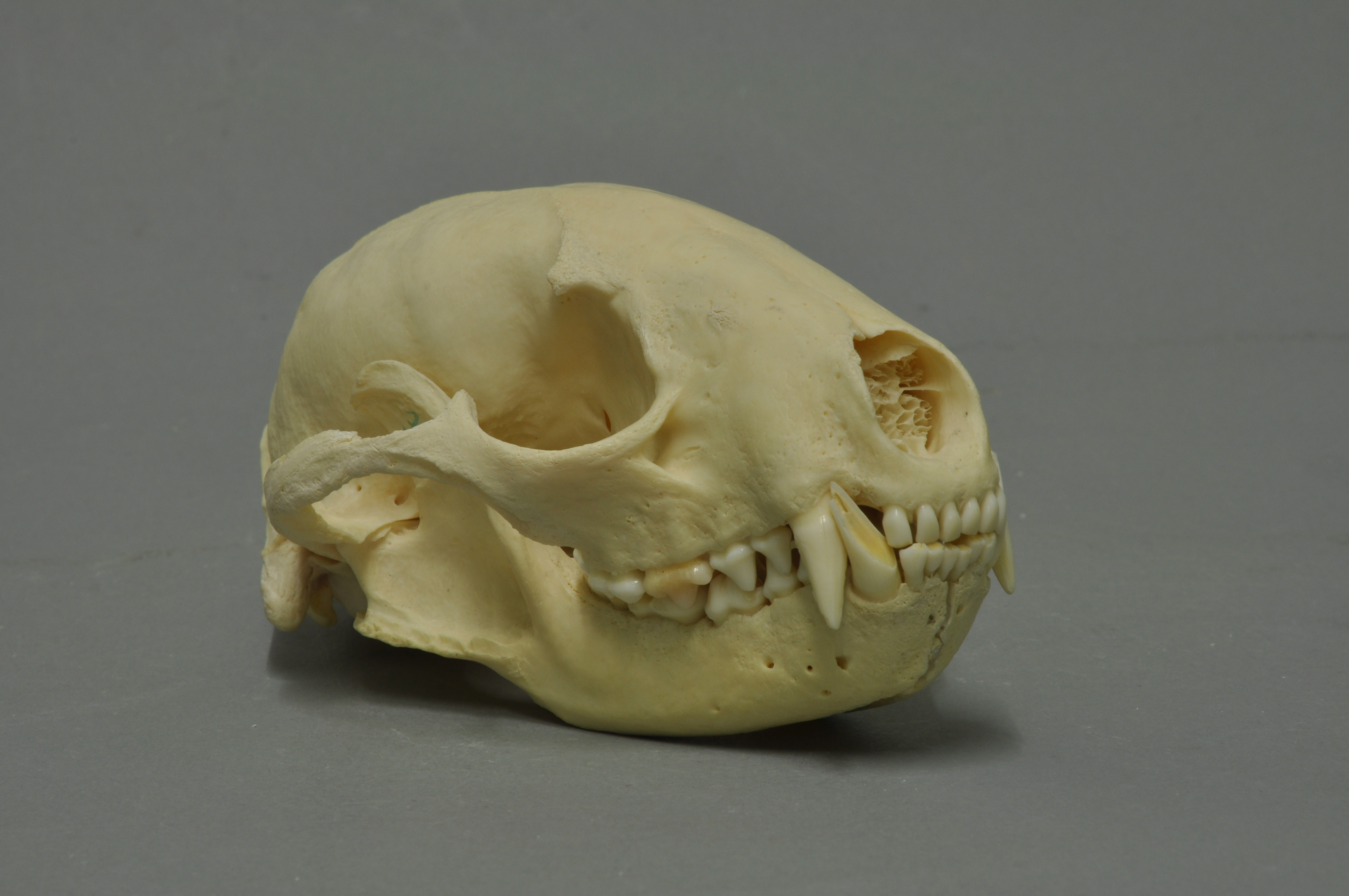
Schädel (Sammlung Museum Wiesbaden)

Waschbären, die im Allgemeinen als Sohlengänger eingestuft werden, können sich auf ihre Hinterbeine stellen und Objekte mit ihren Vorderpfoten untersuchen. Weil Waschbären im Verhältnis zu ihrem gedrungenen Rumpf nur über kurze Beine verfügen, können sie nicht schnell rennen oder weit springen. Ihre Spitzengeschwindigkeit über kurze Strecken beträgt 16 bis 24 Kilometer pro Stunde. Waschbären können mit einer Durchschnittsgeschwindigkeit von 4,8 Kilometern pro Stunde schwimmen und mehrere Stunden im Wasser ausharren. Um einen Baum mit dem Kopf voraus hinunter zu klettern, eine ungewöhnliche Fähigkeit für ein Säugetier dieser Größe, verdrehen Waschbären ihre Hinterpfoten, bis diese nach hinten zeigen. Waschbären können zur Regulation ihrer Körperwärme sowohl Schwitzen als auch Hecheln. Ihr Gebiss mit der Zahnformel 3142/3142 setzt sich aus 40 Zähnen zusammen, welche an ihre Lebensweise als Allesfresser angepasst sind. Weder ist die Kaufläche der Backenzähne so breit wie die reiner Pflanzenfresser, noch sind die Schneidezähne so scharf und spitz wie die reiner Fleischfresser. Der Penisknochen der Rüden ist etwa zehn Zentimeter lang und am vorderen Ende stark gebogen. Sieben der 13 bekannten Lautäußerungen werden in der Kommunikation zwischen Mutter und Jungtieren verwendet, darunter das vogelhafte Zwitschern von Neugeborenen.

### Sinneswahrnehmung
Der für den Waschbären wichtigste Sinn ist der Tastsinn. Die „hypersensiblen“ Vorderpfoten sind zu ihrem Schutz von einer dünnen Hornschicht umgeben, die unter Wasser aufweicht. Ungewöhnlich für ein Raubtier sind zudem die fünf freistehenden Finger, wobei die Beweglichkeit der Vorderpfoten aufgrund des nicht opponierbaren Daumens aber nicht mit der der Hände von Primaten vergleichbar ist. Nahezu zwei Drittel des für die Sinneswahrnehmung zuständigen Areals der Großhirnrinde ist auf die Interpretation taktiler Reize spezialisiert, mehr als bei jeder anderen untersuchten Tierart. Mit den Tasthaaren über den scharfen, nicht einziehbaren Krallen können Waschbären Gegenstände schon vor dem Anfassen erkennen. Es ist unbekannt, weshalb die taktile Wahrnehmung nicht negativ beeinflusst wird, wenn ein Waschbär stundenlang in weniger als zehn Grad Celsius kaltem Wasser steht.
Es wird angenommen, dass Waschbären farbenblind sind oder Farben zumindest schlecht unterscheiden können, wobei vor allem grünes Licht gut wahrgenommen wird. Obwohl sie aufgrund des als Restlichtverstärker wirkenden Tapetum lucidum hinter der Netzhaut auch im Dämmerlicht gut sehen können und der Sehschärfenbereich von elf Dioptrien mit dem des Menschen vergleichbar ist, ist die visuelle Wahrnehmung für Waschbären von untergeordneter Bedeutung. Außer für die Orientierung im Dunkeln ist der Geruchssinn vor allem bei der Kommunikation mit Artgenossen wichtig. Urin, Kot und Drüsensekrete, die zumeist mit der Analdrüse verteilt werden, kommen dabei als Duftmarken zum Einsatz. Mit ihrem Gehör, dessen Hörgrenze bei 50 bis 85 kHz liegt, sind Waschbären dazu in der Lage, sehr leise Geräusche wahrzunehmen, wie sie etwa im Boden eingegrabene Regenwürmer verursachen.

### Geistige Fähigkeiten
Von den wenigen durchgeführten Studien über die geistigen Fähigkeiten des Waschbären basieren die meisten auf seiner taktilen Wahrnehmung. In einem Versuch des Verhaltensforschers H. B. Davis im Jahr 1908 gelang es den untersuchten Waschbären, elf von 13 komplexen Verschlüssen mit weniger als zehn Versuchen zu öffnen und ihre Vorgehensweise anschließend anzupassen, nachdem die Schlösser anders angeordnet oder auf den Kopf gestellt worden waren. Davis zog den Schluss, dass sie das abstrakte Prinzip der Verschlussmechanismen verstanden hatten und dass ihre Lerngeschwindigkeit der von Rhesusaffen entspricht. Bei Untersuchungen in den Jahren 1963, 1973, 1975 und 1992 wurde das Gedächtnis von Waschbären getestet und festgestellt, dass sie sich noch nach drei Jahren an die Lösung einer früher gestellten Aufgabe erinnern konnten. 1992 zeigte zum Beispiel B. Pohl, dass Waschbären drei Jahre nach der kurzen initialen Trainingsphase sofort wieder zwischen gleichen und verschiedenen Symbolen unterscheiden konnten. Stanislas Dehaene berichtet in seinem Buch Der Zahlensinn, dass Waschbären Behälter, die zwei oder vier Trauben enthalten, von solchen unterscheiden können, die drei enthalten.

## Lebensweise

### Sozialverhalten

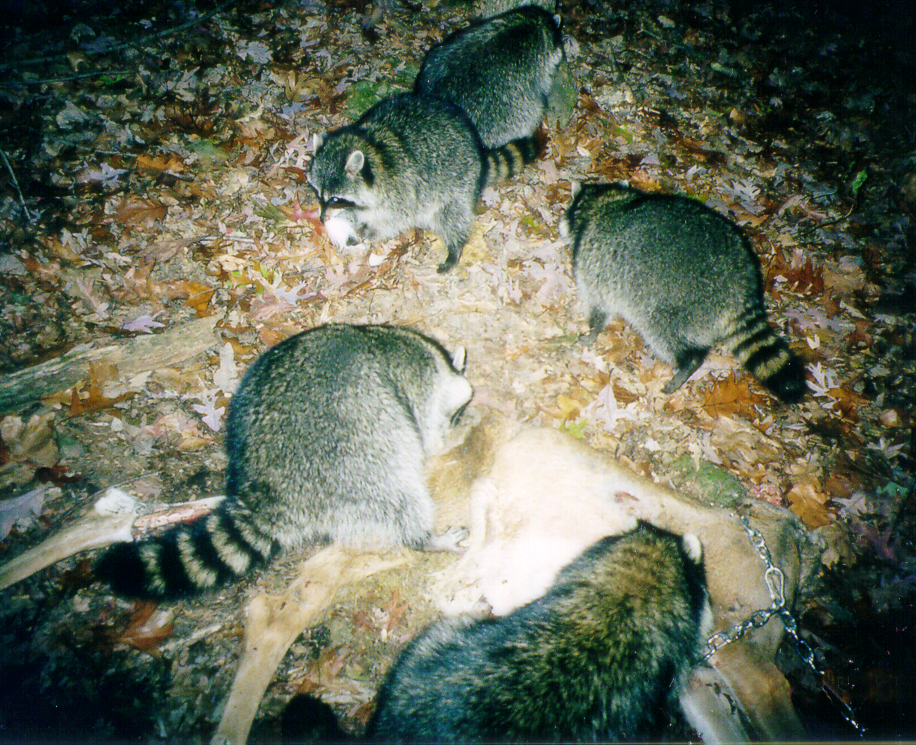
Waschbären beim gemeinsamen Fressen

Zwei in den 1990er Jahren von den Verhaltensforschern Stanley D. Gehrt und Ulf Hohmann geleitete Untersuchungen zeigten, dass Waschbären entgegen früheren Annahmen normalerweise nicht einzelgängerisch leben, sondern ein geschlechtsspezifisches Sozialverhalten zeigen. Miteinander verwandte Weibchen leben in einer sogenannten fission-fusion society, das heißt, sie teilen sich ein Streifgebiet und treffen sich dabei gelegentlich an gemeinsam genutzten Futterstellen oder Schlafplätzen. Nicht miteinander verwandte Männchen leben in lockeren Rüdenkoalitionen zusammen, um sich so gegenüber fremden Rüden während der Paarungszeit oder anderen potentiellen Angreifern behaupten zu können. Solch eine Gruppe besteht in der Regel aus nicht mehr als vier Individuen. Weil erwachsene Männchen aggressives Verhalten gegenüber nicht mit ihnen verwandten Jungtieren zeigen können, gehen Mütter anderen Waschbären aus dem Weg, bis ihre Jungen groß genug sind, um sich selbst verteidigen zu können. Aufgrund dieser drei unterschiedlichen Lebensweisen wird die Sozialstruktur des Waschbären von Hohmann auch als Dreiklassengesellschaft bezeichnet. Samuel I. Zeveloff, Professor der Zoologie an der Weber State University und Autor der Monographie Raccoons: A Natural History (Waschbären: Eine Naturgeschichte) ist bei seiner Darstellung des Forschungsstands vorsichtiger und weist darauf hin, dass zumindest die Weibchen die meiste Zeit einzelgängerisch lebten und, unter Hinweis auf eine 1978 von Erik K. Fritzell in North Dakota durchgeführte Studie, ebenso Männchen in Gebieten mit geringen Populationsdichten.
Bei ausreichendem Nahrungsangebot können sich die Aktionsräume von Waschbären stark überschneiden, ohne dass es zu Auseinandersetzungen kommt. Zum Informationsaustausch über ergiebige Futterstellen oder gut geschützte Schlafplätze treffen sich Waschbären an Sammelplätzen oder hinterlassen dort Nachrichten in Form von Duftmarken. Waschbären treffen sich außerdem zum gemeinsamen Fressen, Schlafen und Spielen.

### Ernährung

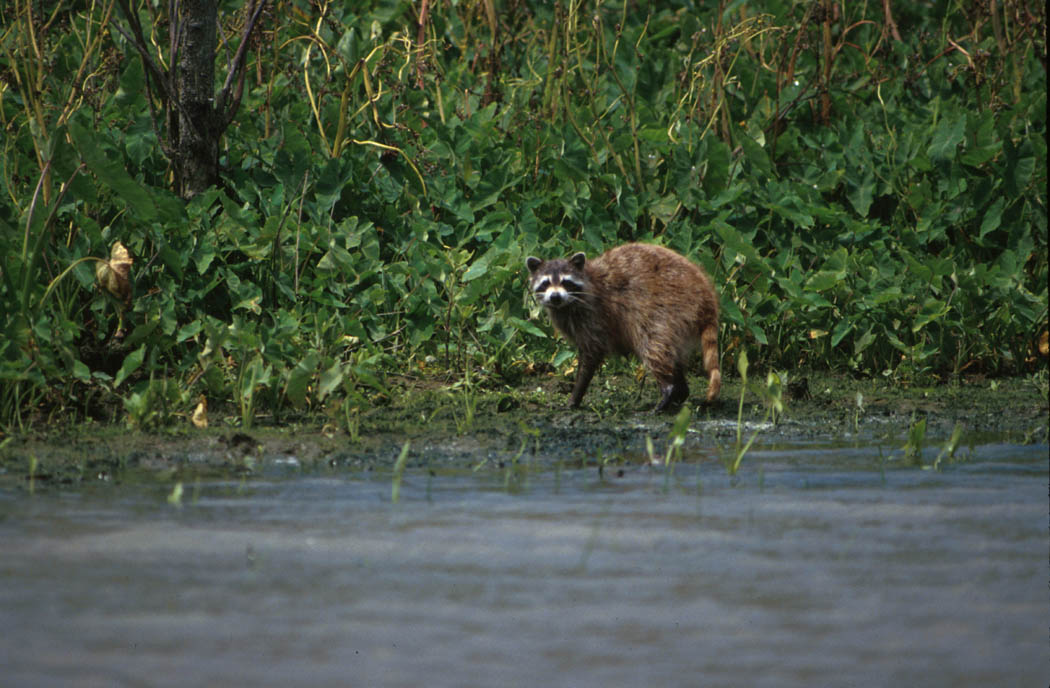
Waschbär bei der Nahrungssuche am Seeufer

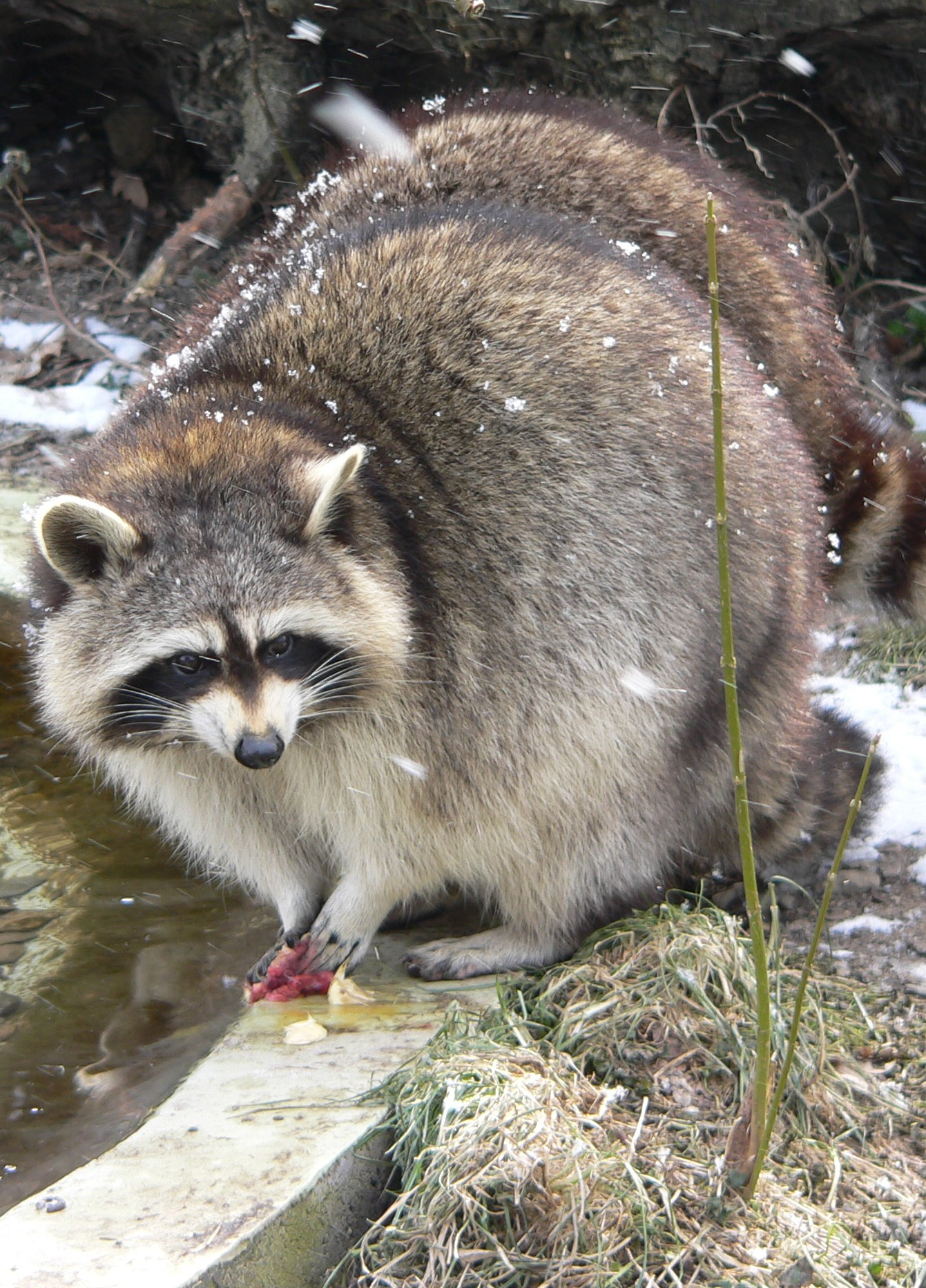
Waschbären „waschen“ in Gefangenschaft häufig ihre Nahrung

Waschbären sind Allesfresser, deren Speiseplan sich zu ungefähr 40 Prozent aus Wirbellosen, zu 33 Prozent aus pflanzlicher Nahrung und zu 27 Prozent aus Wirbeltieren zusammensetzt. Laut dem Zoologen Samuel I. Zeveloff dürfte der Waschbär damit zu den „omnivorsten Tieren der Welt“ gehören. Während Waschbären im Frühjahr vorwiegend Insekten, Würmer, Käfer und andere um die Zeit verfügbare Tiere fressen, bevorzugen sie im Herbst kalorienhaltige pflanzliche Kost, wie Obst und Nüsse, um sich genügend Winterspeck anzufressen. Von den Wirbeltieren sind Fische und Amphibien, wie Frösche, Kröten und Salamander, die häufigsten Beutetiere. Entgegen weit verbreiteter Ansicht fressen Waschbären nur vereinzelt aufwendig zu jagende Tierarten, wie Vögel und Kleinsäuger, Spitzmäuse oder Haselmäuse. In Brandenburg dezimiert der nordamerikanische Kleinbär die letzten Bestände der Europäischen Sumpfschildkröte: Wo er vorkommt, weist nahezu jedes zweite Reptil schwere Verletzungen auf. Bei großer Nahrungsauswahl können Waschbären starke individuelle Vorlieben für bestimmte Nahrungsmittel entwickeln. Im Winter finden sie demgegenüber kaum noch Nahrung und müssen bei anhaltendem Frost fasten.

### „Waschen“ der Nahrung
Waschbären tasten Nahrungsmittel und andere Gegenstände mit ihren Vorderpfoten sorgfältig ab, um sich ein Bild von ihnen zu machen und unerwünschte Teile zu entfernen. Wenn die schützende Hornhaut unter Wasser aufgeweicht wird, erhöht sich zudem deren Sensibilität. Während Waschbären in freier Natur an Land gefundenes Futter nicht zu einer Wasserstelle tragen, um es dort vor dem Verzehr zu „waschen“, kann dieses Verhalten bei in Gefangenschaft gehaltenen Tieren häufig beobachtet werden. Der französische Naturforscher Georges-Louis Leclerc de Buffon (1707–1788) glaubte noch, dass Waschbären über keine ausreichenden Speicheldrüsen verfügten, um das Futter anzufeuchten, was definitiv falsch ist. In Gefangenschaft gehaltene Waschbären „waschen“ ihre Nahrung besonders häufig, wenn eine Wasserstelle, die einen Grund ähnlich einem Flussbett aufweist, nicht weiter als drei Meter entfernt ist. Es wird weithin angenommen, dass es sich beim „Waschen“ der Nahrung um eine Leerlaufhandlung handelt, mit der die Nahrungssuche am Ufer nach Kleinlebewesen imitiert werden soll. Die Beobachtung, dass aquatische Nahrungsmittel häufiger „gewaschen“ werden, unterstützt diese Theorie. Das Säubern verschmutzter Nahrungsmittel scheint dagegen meistens keine Rolle zu spielen. Strittig dagegen ist, ob sogar wildlebende Waschbären dazu neigen, sehr trockenes Futter bei Gelegenheit unter Wasser aufzuweichen.

### Habitat
Von verstädterten Tieren abgesehen sind gewässerreiche Misch- und Laubwälder mit einem hohen Eichenanteil der bevorzugte Lebensraum von Waschbären. Hier finden sie genügend Nahrung und Unterschlupfmöglichkeiten. Bei Gefahr flüchten sie auf einen Baum; sie meiden deshalb offenes Gelände. Waschbären sind gute Schwimmer und leben bevorzugt in der Nähe von Flüssen oder anderen Gewässern, sie finden dort einen Großteil ihrer tierischen Nahrung. In Amerika gelingt es dem Waschbären aufgrund seiner Anpassungsfähigkeit zunehmend, für ihn als ungeeignet eingeschätzte Lebensräume wie Steppen oder kalte, weiter nördlich gelegene Gebiete zu besiedeln.

### Schlafplätze

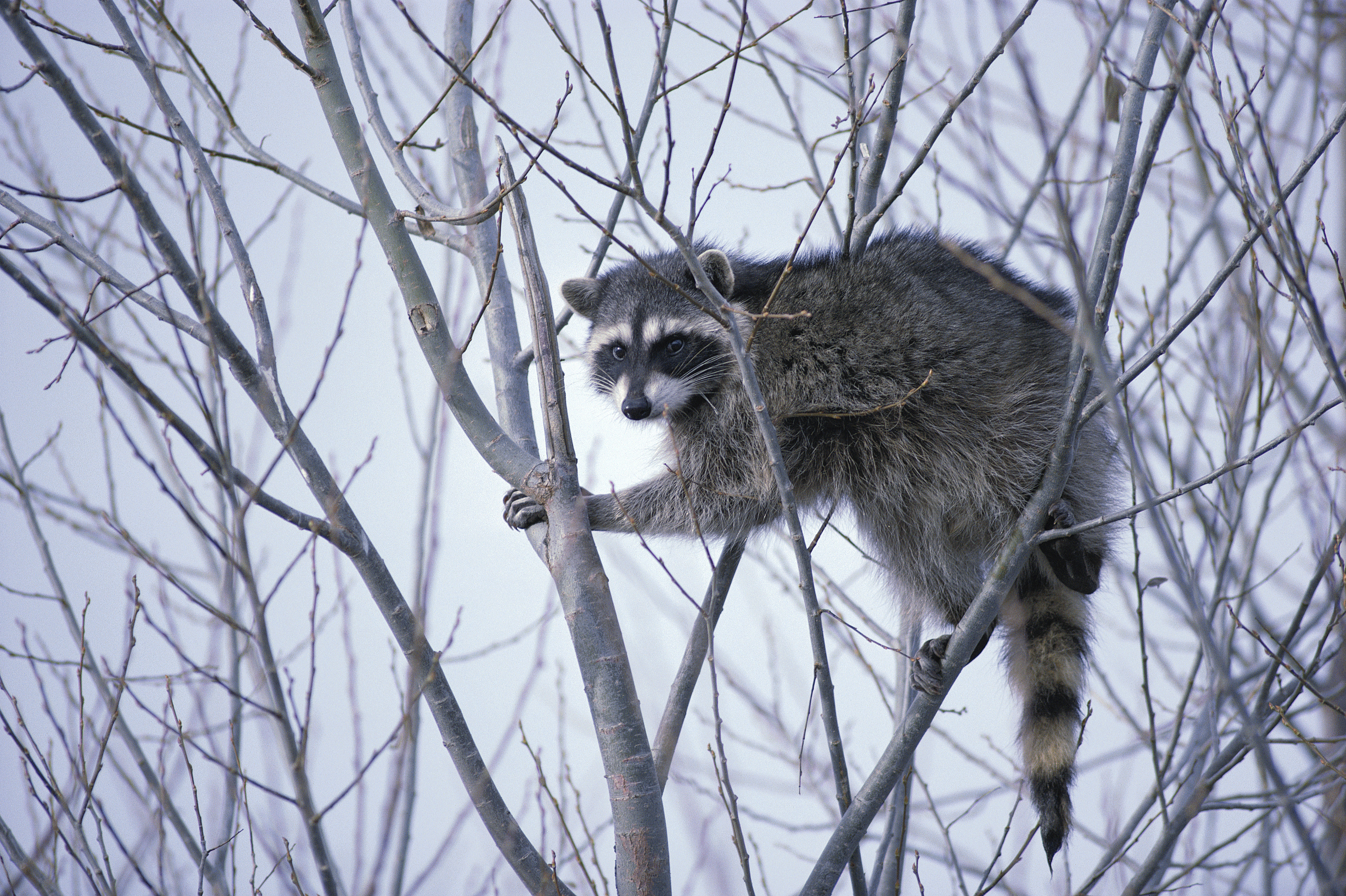
Waschbären sind gute Kletterer

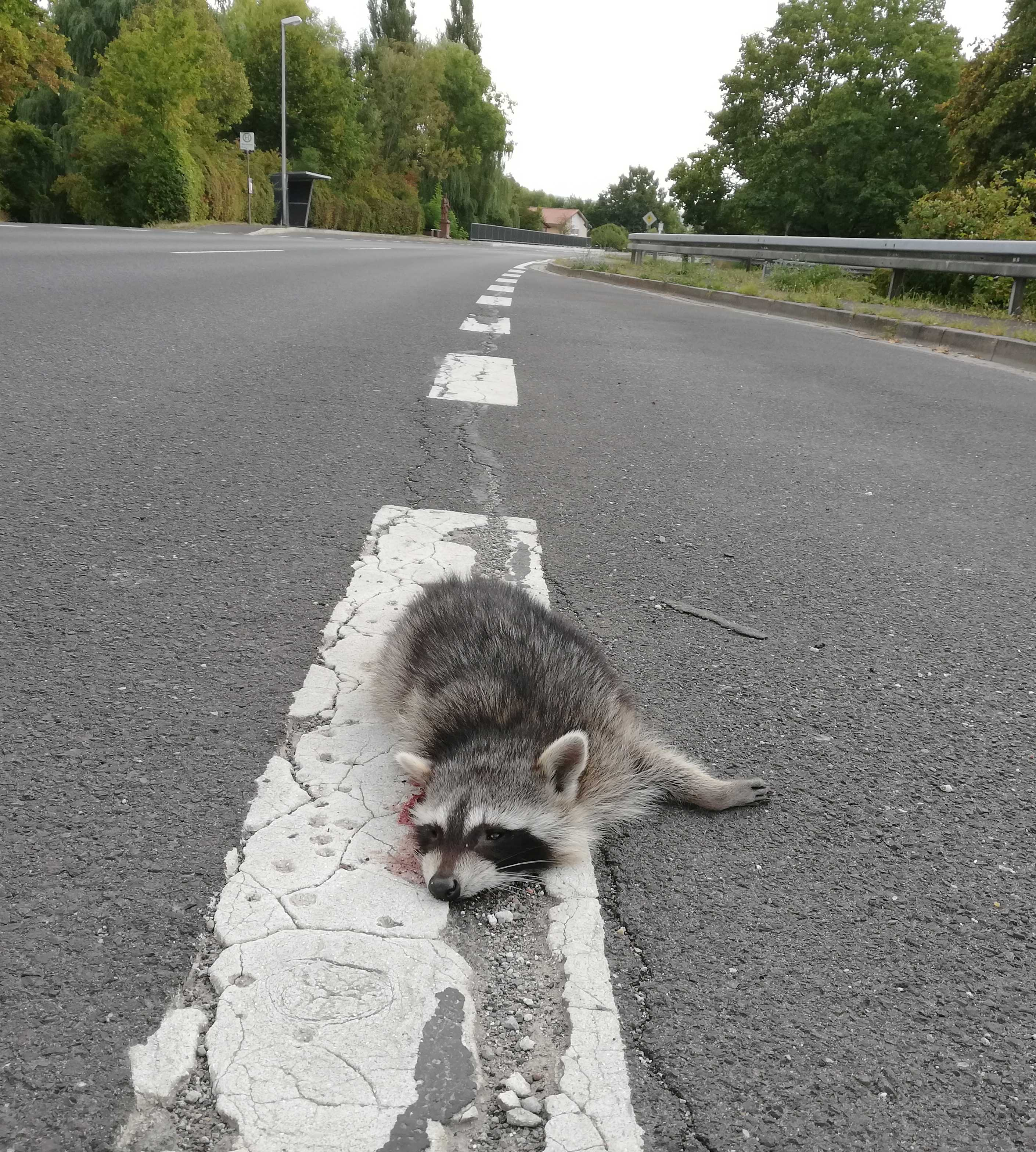
Waschbären werden oft Opfer nächtlicher Verkehrsunfälle, wie hier bei Eußenheim in Bayern

Waschbären sind dämmerungs- und nachtaktive Tiere, was der Hauptgrund dafür ist, dass man sie nur selten zu Gesicht bekommt. Sie sind geschickte Kletterer und schlafen tagsüber mit Vorliebe in den Baumhöhlen alter Eichen. Wenn sich ein Waschbär außerhalb der Reichweite einer seiner bevorzugten Hauptschlafstätten befindet, bezieht er sein Taglager alternativ auch in alten Steinbrüchen, im dichten Gestrüpp oder in Dachsbauen. In den nördlichen Bereichen seines Verbreitungsgebiets hält der Waschbär eine Winterruhe, während der er seine Aktivitäten stark reduziert.

### Fortpflanzung

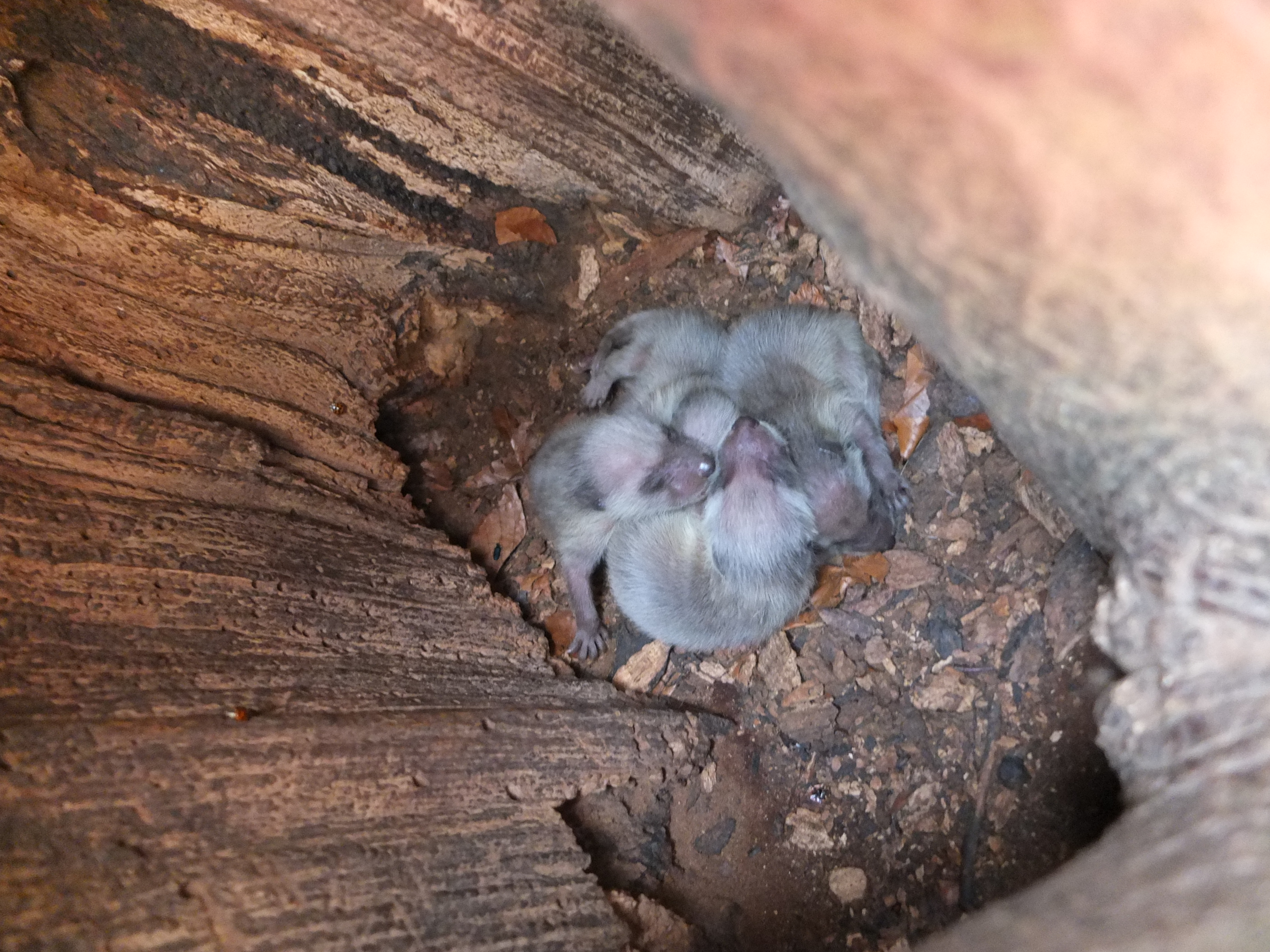
Vier Waschbärenjunge in Baumhöhle

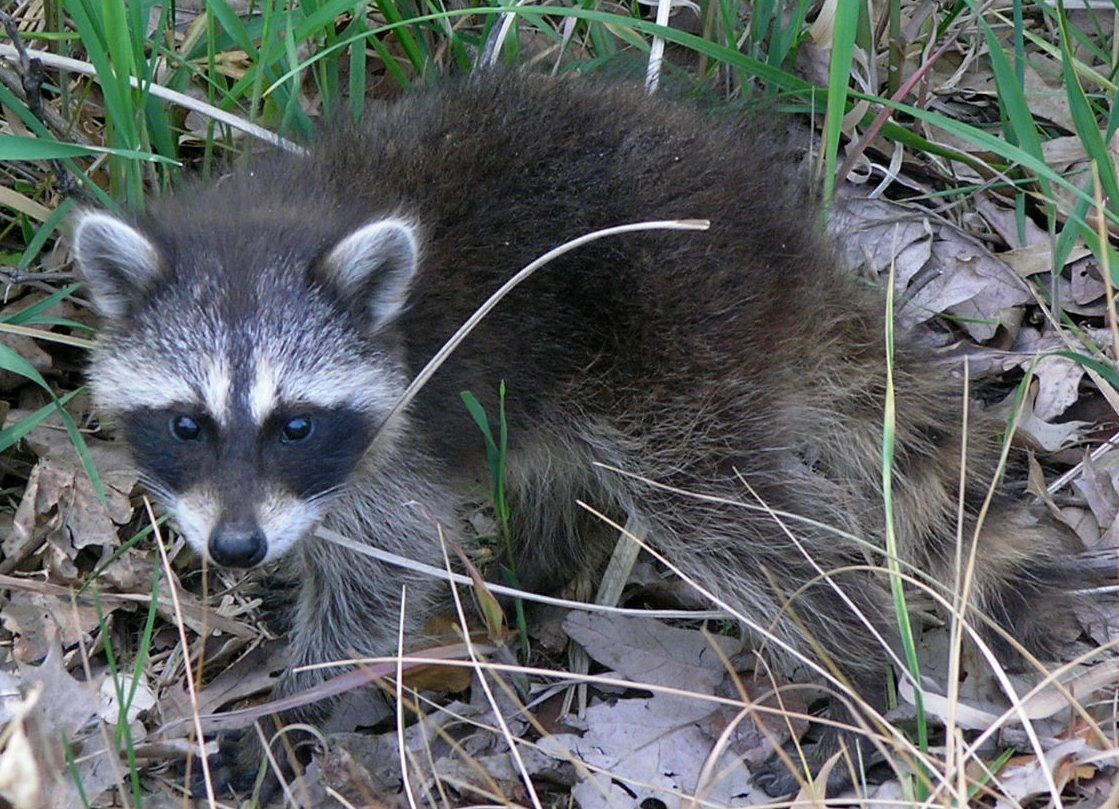
Waschbärwelpe (etwa acht Wochen alt)

Die Waschbären paaren sich zumeist im Februar, so fällt die Aufzucht der Welpen nicht mit dem Beginn des nächsten Winters zusammen. Wenn ein Weibchen nicht trächtig wird oder seine Jungen frühzeitig verliert, wird es im Mai oder Juni manchmal erneut empfängnisbereit. Zur Paarungszeit ziehen die Männchen in ihren Streifgebieten rastlos umher und umwerben die an einigen Sammelplätzen zusammenkommenden Weibchen, deren drei- bis viertägige Empfängnisperioden zeitlich zusammenfallen. Die anschließende Paarung erstreckt sich über mehrere Nächte hinweg, während der sich intensives Vorspiel, der eigentliche Akt und eine anschließende Ruhepause abwechseln. Die meisten Weibchen lassen sich dabei nur von einem Männchen begatten.

### Entwicklung der Jungen
Nach etwa 65 Tagen Tragzeit bringt das nach der Paarung wieder allein lebende Weibchen im Frühling im Schnitt 3 Junge zur Welt. Die Welpen sind bei der Geburt blind und mit einem gelblichen Flaum bedeckt. Das Geburtsgewicht der zehn Zentimeter großen Welpen beträgt 65 bis 75 Gramm. Während des ersten Lebensmonats nehmen die Welpen keine feste Nahrung zu sich, sondern werden ausschließlich von ihrer Mutter gesäugt. Nach zwei bis drei Wochen öffnen sie erstmals die Augen. Im Alter von sechs bis neun Wochen verlassen die zu diesem Zeitpunkt ungefähr ein Kilogramm wiegenden Jungen erstmals die Wurfhöhle, werden jedoch auch danach noch ein bis zwei Monate lang mit nachlassender Intensität gesäugt. Im Herbst erfolgt die allmähliche Trennung von der Mutter. Während die Weibchen schon vor dem Beginn der nächsten Hauptpaarungszeit die Geschlechtsreife erreichen, ist dies nur bei einem Teil der Männchen der Fall. Während viele weibliche Nachkommen zeitlebens in der Nähe ihrer Mutter bleiben, suchen sich die jungen Männchen ein weiter entferntes Territorium, was als instinktives Verhalten zur Vermeidung von Inzucht zu verstehen ist.

### Lebenserwartung
Genauso wie in Gefangenschaft gehaltene Tiere können auch wild lebende Waschbären 16 Jahre und älter werden, aber die meisten leben nur wenige Jahre. Es ist nicht ungewöhnlich, dass nur die Hälfte der in einem Jahr geborenen Jungtiere bis zu ihrem ersten Geburtstag überleben. Anschließend fällt die jährliche Todesrate auf 10 bis 30 Prozent. Eine der häufigsten natürlichen Todesursachen für junge Waschbären, abgesehen vom Tod ihrer Mutter in den ersten Lebenswochen, ist das Verhungern während des ersten Winters, gerade wenn dieser besonders kalt und lang ist. Die häufigste natürliche Todesursache in Nordamerika ist die oft epidemisch auftretende Krankheit Staupe, der ein Großteil der in einem Gebiet lebenden Waschbären zum Opfer fallen kann. In Deutschland wird die Fuchsräude als eine wichtige Todesursache angenommen. In Gebieten mit viel Straßenverkehr und solchen, in denen Waschbären flächendeckend bejagt werden, können diese beiden Todesursachen für bis zu 90 Prozent aller Todesfälle erwachsener Waschbären verantwortlich sein. Natürliche Feinde wie Rotluchse, Kojoten und andere Raubtiere spielen normalerweise keine entscheidende Rolle als Todesursache, zumal größere Räuber in vielen Gebieten durch den Menschen ausgerottet wurden. Alles in allem beträgt die Lebenserwartung wild lebender Waschbären daher abhängig von den lokalen Bedingungen bezüglich Verkehrsaufkommen, Jagddruck und extremer Witterungsbedingungen nur 1,8 bis 3,1 Jahre.

## Verbreitungsgebiet

### Verbreitung in Amerika

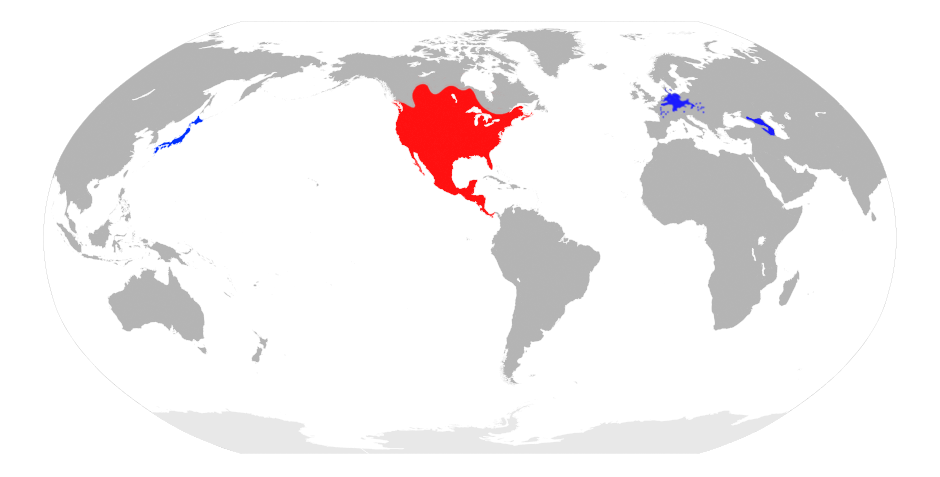
Weltweite Verbreitung des Waschbären
ursprüngliche Heimat
eingeschleppt

Das ursprüngliche Verbreitungsgebiet des Waschbären erstreckt sich von Panama über Mexiko und fast die gesamte USA bis zum Süden Kanadas. Hiervon ausgenommen sind nur Wüstengebiete und das Hochgebirge der Rocky Mountains.

### Verbreitung in Europa
Alle in Europa vorkommenden Waschbären gehen auf Tiere zurück, die im 20. Jahrhundert aus Pelztierfarmen und Gehegen entkommen sind oder ausgesetzt wurden. Als derartiger Gefangenschaftsflüchtling sind sie der Gruppe der Neozoen zuzurechnen. Heute gibt es in weiten Teilen Deutschlands sowie Gebieten der angrenzenden Länder stabile Waschbärpopulationen. Weitere Vorkommen existieren im Süden von Belarus, dem Kaukasus und im Norden Frankreichs, wo im Jahr 1966 bei Laon einige Exemplare von US-amerikanischen Soldaten ausgesetzt wurden.

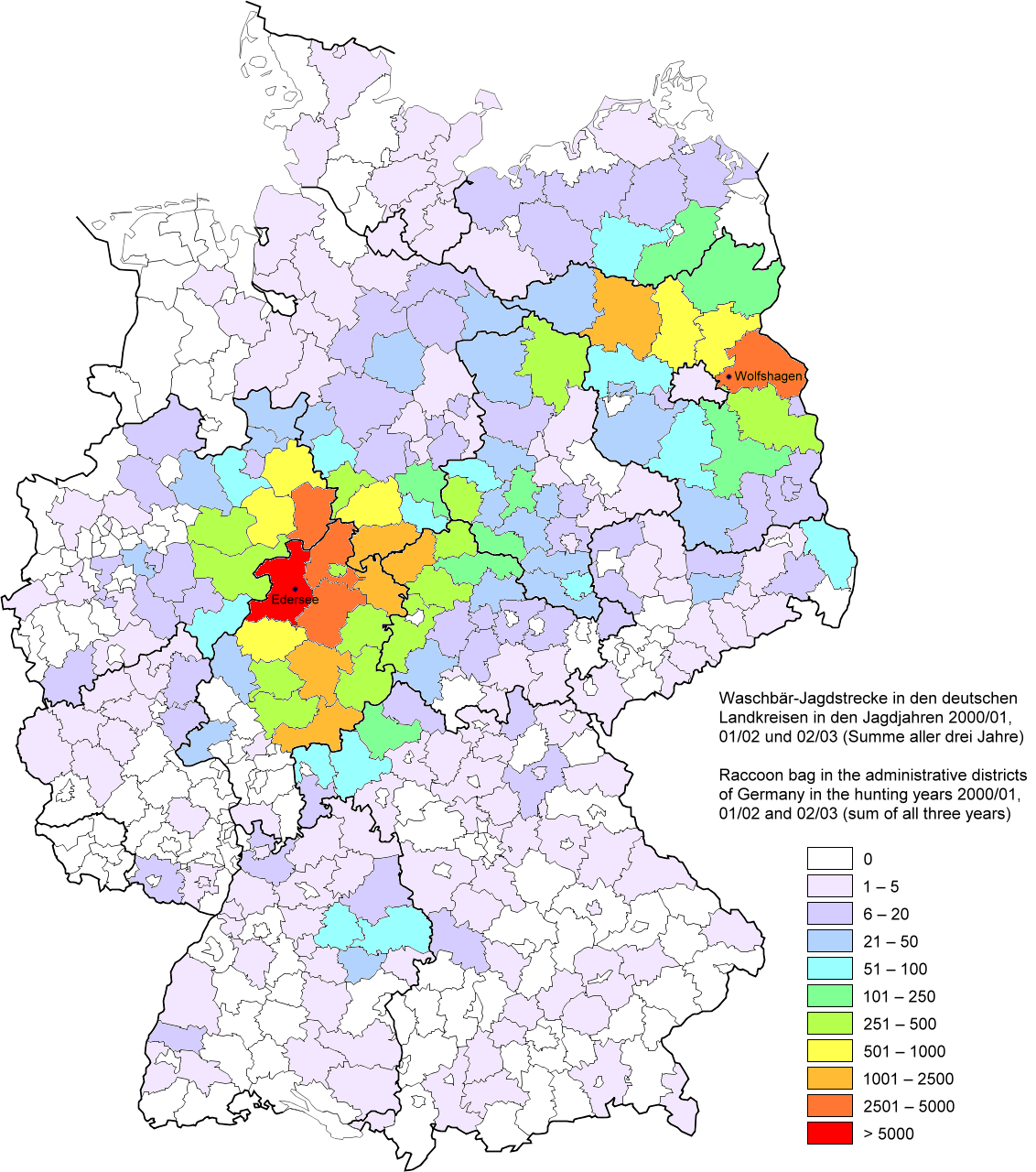
Verbreitung des Waschbären in Deutschland: Bei der Jagd erlegte oder von Jägern tot aufgefundene Waschbären in den Jagdjahren 2000/01, 01/02 und 02/03 in den deutschen Landkreisen

Ein für die Verbreitung des Waschbären in Europa wichtiges Ereignis war das Aussetzen von zwei Waschbärpaaren am 12. April 1934 am hessischen Edersee. Die vier Waschbären wurden vom Forstmeister Wilhelm Sittich Freiherr von Berlepsch auf Wunsch des Besitzers, des Geflügelzüchters Rolf Haag, in die Wildbahn entlassen. Der Gedanke war, „die ausgesetzten Tiere sollten die heimische Fauna bereichern und der Pelzindustrie teure Importe ersparen.“ Der Antrag durch das damalige Forstamt Vöhl bezog sich auf § 60 des im Januar 1934 eingeführten Preußischen Jagdgesetzes und wurde am 26. März 1934 gestellt; zwei Wochen nach der Aussetzung traf die schriftliche Genehmigung des Preußischen Landesjagdamts ein. Die Genehmigung wurde entgegen dem vorherig eingeholten ablehnenden Votum von Heinrich Hagenbeck und Lutz Heck erteilt.  Schon vorher hatte es Ansiedlungsversuche gegeben, doch war nur dieser erfolgreich. Das Gebiet um den Edersee stellte einen für die invasiven Waschbären fast optimalen Lebensraum dar, so dass die von diesem Zentrum ausgehende weitere Verbreitung dauerhaft erfolgen konnte. 26 Jahre später, Anfang der 1960er Jahre, wurde die Population insgesamt auf über 600 Tiere geschätzt und wurde in der Bundesrepublik als Schädling in Obstgärten und Waldungen von Staats wegen bekämpft.
1945 entwichen etwa zwei Dutzend Waschbären aus einer Pelzfarm in Wolfshagen (heute Ortsteil von Altlandsberg) bei Strausberg in Brandenburg – ob durch einen Bombentreffer, Freilassung oder einen Ausbruch ist unklar, dies führte zu einem weiteren Verbreitungsgebiet. Die daraus entstandene Population lässt sich genetisch und parasitologisch von der westdeutschen unterscheiden. Während über 70 Prozent der Waschbären der mitteldeutschen Population mit dem Waschbärspulwurm infiziert sind, wurde bislang bei keinem Waschbären aus dem brandenburgischen Verbreitungsgebiet eine Spulwurminfektion diagnostiziert. In Sachsen-Anhalt wurde eine Infektionsrate von 39 Prozent gemessen, womit dieses Gebiet offensichtlich eine wichtige Rolle als Verschmelzungsgebiet der beiden großen Populationen zu spielen scheint.
Lange ging man davon aus, dass durch die wenigen in Freiheit gelangten Waschbären am Edersee und in Wolfshagen ein Gründereffekt eingetreten sei, der einen genetischen Flaschenhals zur Folge gehabt habe, was jedoch keine negativen Auswirkungen auf die Gesundheit der Waschbärpopulation gehabt habe. Eine Studie aus dem Jahre 2015 zur Genetik der freilebenden Waschbären in Deutschland, Belgien und Luxemburg kommt jedoch zum Schluss, dass es mindestens zwei weitere, unabhängige Ereignisse gegeben haben muss, bei denen Waschbären in Deutschland in Freiheit gelangten und eigene Populationen aufbauen konnten. In der Studie wird zudem geschlussfolgert, dass es außerdem eine Freilassung oder ein Entweichen weiterer einzelner Tiere gegeben haben muss, die sich mit bereits bestehenden Populationen vermischten, so dass man keineswegs von einer genetisch verarmten Population in Deutschland sprechen kann. Die Studie hält mindestens sechs unabhängige Unterpopulationen für wahrscheinlich, die jeweils aus 7 bis 21 Gründertieren bestanden, so dass die Anzahl der Gründertiere insgesamt mindestens 77 betrug.
Der Bestand an Waschbären in Deutschland wurde im Jahre 1956 auf 285 Tiere geschätzt, 1970 auf etwa 20.000 Tiere und im Jahre 2005 auf eine niedrige bis mittlere sechsstellige Zahl.
In der Jagdsaison 2010/11 wurden in Deutschland 67.700 Waschbären getötet. In den 1990er Jahren hatte diese Zahl noch bei nur 400 Tieren gelegen. 2013 wurde erstmals die Marke von 100.000 erlegten Tieren überschritten. Im Jagdjahr 2015/16 betrug die deutsche Jagdstrecke 128.100 Tiere, 60 Prozent davon erbrachten die Bundesländer Hessen, Brandenburg und Sachsen-Anhalt. Im selben Zeitraum wurden in Österreich nur 21 und in der Schweiz nur ein Waschbär geschossen. Für das Jahr 2019/20 meldete der Deutsche Jagdverband 202.293, für das Jahr 2020/21 die Zahl von 200.163 erlegten Waschbären. Um nachhaltend reduktiven Einfluss auf den gesamtdeutschen Waschbärbestand von schätzungsweise einer halben Million Tieren zu haben, müssten nach Modellrechnungen des Zoologen Frank-Uwe Michler mindestens 300.000 Waschbären pro Jahr getötet werden.
Allerdings wird bezweifelt, ob der Waschbärbestand mit vertretbarem Aufwand dauerhaft reduziert werden kann. Das Waschbärenprojekt im Nationalpark Müritz hat einen massiven Staupe-Ausbruch bei Waschbären untersucht. Der Krankheit sind 2007 im Untersuchungsgebiet 80 % der weiblichen Tiere zum Opfer gefallen. Dieser starke Verlust glich sich innerhalb kurzer Zeit wieder aus. Bereits ein Jahr später wurden mehr Waschbären im Untersuchungsgebiet gezählt als vor dem Ausbruch der Staupe.
In der Schweiz wurde die erste Sichtung eines Waschbären 1976 im Kanton Schaffhausen dokumentiert. 44 Waschbären wurden laut Jagdstatistik im Jahr 2023 erlegt, davon 35 im Kanton Basel-Landschaft.

### Der Waschbär als Neozoon
Der Waschbär ist eines der erfolgreichsten Neozoen des europäischen Kontinents und hat sich innerhalb weniger Jahrzehnte über weite Teile Deutschlands ausgebreitet.

#### Diskutierte Wirkung auf Ökosysteme
Neben vielen Jägern und Förstern sind auch viele Naturschützer der Ansicht, dass die als unkontrolliert zu bezeichnende Ausbreitung negative Auswirkungen auf das Ökosystem der deutschen Wälder habe, und fordern daher eine Bejagung. Als Hauptargument wird angeführt, dass der Waschbär heimische Tierarten verdränge bzw. schädige. Waschbärenforscher widersprechen dieser Auffassung. So stellt der Zoologe Hohmann heraus, dass allein das Fehlen natürlicher Feinde im europäischen Raum eine intensive Jagd nicht rechtfertige, da diese auch im nordamerikanischen Verbreitungsgebiet keine Rolle als wesentliche Todesursache spielten.
Über das Ausmaß der Prädation (Erbeutung) durch Waschbären und deren negativen Einfluss auf Vogelpopulationen war lange wenig bekannt. Gesichert war, dass er durch die Besetzung von Nistbäumen und Horstplätzen einheimische Vögel, etwa den Graureiher, während der Brutzeit verdrängen kann. In den letzten Jahren erschienene Studien belegen den negativen Einfluss auf die Populationen verschiedener Vogelarten. In Sachsen-Anhalt wurden Brutverluste in bestandsbeeinflussender Höhe bei den Arten Rotmilan, Mauersegler, Wendehals und Trauerschnäpper nachgewiesen. Beim Trauerschnäpper gab es 2012 und 2013 im Steckby-Lödderitzer Forst bei über 20 Prozent der Bruten des Trauerschnäppers in Nistkästen Prädation durch den Waschbär. Auch für den Harz und dessen nördliches Vorland liegen inzwischen umfangreiche Daten zur Prädation vor. Negative Auswirkungen des Waschbären wurden auch bei Star, Schwarzstorch, Uhu und verschiedenen Greifvogelarten nachgewiesen. Bei Koloniebrütern wie Graureiher und Kormoran führt die längere Anwesenheit von Waschbären sogar zur Aufgabe großer Brutkolonien. Die Bruten von Höhlenbrütern und Nestbrütern sind nicht nur durch Prädation gefährdet, sondern kommen oft erst gar nicht zustande, da größere Baumhöhlen und Horste vom Waschbär als Schlafplatz- und Ruheplatz belegt werden.
Einzelne Kolonien des Kormoran wurden insbesondere nach Angriffen durch Waschbären aufgegeben. Am Gülper See stellte das Landesumweltamt Brandenburg fest, dass eine Kolonie mit 800 Brutpaaren aufgegeben wurde, nachdem sich Waschbären bei der Kolonie angesiedelt hatten. In den Jahren 2008 und 2009 stellte man in drei Kolonien Brandenburgs mit Waschbären keine erfolgreichen Bruten mehr fest, in Teilen anderer Kolonien kam es zu massiven Verlusten durch Waschbären.
In Niklashausen brach eine Mausohrkolonie mit maximal ca. 2000 Wochenstubentieren nach Ansiedlung von Waschbären im Dachboden zusammen. Es wurde nachgewiesen, dass Waschbären in Fledermaus-Quartieren ein- und ausfliegende Fledermäuse abfingen. Auch in Fledermauswinterquartieren kam es zur Prädation von Fledermäusen.
Seine Anpassungsfähigkeit in Bezug auf Nahrung und Lebensraum macht es dem Waschbär möglich, bisher unbesetzte Nischen innerhalb kürzester Zeit zu erobern. So hat der Waschbär sein Verbreitungsgebiet deutschlandweit in sieben Jahren nahezu verdoppelt und kommt jetzt in jedem zweiten Jagdrevier vor. In der Presse bis 2001 angegebenen Populationsdichten sollen manchmal mehr als zehnmal über den tatsächlich gemessenen liegen.
Michler behauptet hingegen, dass es keinerlei Anzeichen dafür gebe, dass eine hohe Populationsdichte negative Effekte auf die Biodiversität eines Gebiets habe. Daher sei es „reine Spekulation“ und entbehre „jeder Seriosität“, wenn ohne vorherige wissenschaftliche Untersuchung ein kausaler Zusammenhang zwischen Waschbärvorkommen und dem Bestandsrückgang einer anderen Art in einem Gebiet hergestellt werde. Aus diesem Grund wird die Bekämpfung des Waschbären nach der Biodiversitäts-Konvention von ihm abgelehnt, da diese besonders negative Auswirkungen eines Neozoons auf ein Ökosystem voraussetze. Zum eventuell notwendigen Schutz lokaler Vogelpopulationen wäre demgegenüber ein konsequenteres Vorgehen als üblich erforderlich, was jedoch einen hohen personellen und finanziellen Aufwand erfordere.
Dem widerspricht Nehring wegen aktueller Forschungsergebnisse. Negative ökologischen Auswirkungen seien insbesondere zu erwarten, wenn Waschbären in hohen Dichten auftreten oder die Beutetiere im Bereich kleiner Habitate oder auf Inseln konzentriert sind. Gefährdet seien Amphibien, Reptilien, Brutvögel, Fledermäuse und Großmuscheln, darunter eine Vielzahl gefährdeter und geschützter Arten. Daher gebe es ein erhebliches Gefährdungspotenzial für die biologische Vielfalt in Europa durch Waschbären.

#### Eindämmung
International wird die Ausbreitung des Waschbären mit Argwohn betrachtet: Das EU-Projekt „Delivering Alien Invasive Species Inventories for Europe“ (DAISIE) zählt ihn wie Marderhund und Mink zu den 100 schlimmsten invasiven Arten. Die Berner Konvention empfahl, diese Einwanderer streng zu kontrollieren, da sie die Biodiversität gefährden.
Für das Gebiet der Europäischen Union ist der Waschbär mit Wirkung zum 3. August 2016 in die Liste invasiver gebietsfremder Arten von unionsweiter Bedeutung aufgenommen. Damit hat die Europäische Kommission festgestellt, dass seine Ausbreitung die Biodiversität und die damit verbundenen Ökosystemdienstleistungen gefährdet oder so sehr nachteilig beeinflusst, dass ein konzertiertes Vorgehen auf Unionsebene erforderlich ist. Somit ist die Haltung, Beförderung, Fortpflanzung oder Freisetzung verboten und jeder Mitgliedstaat verpflichtet, die Ausbreitungspfade zu analysieren und Aktionspläne zur Überwachung und Eindämmung zu entwickeln. Nach Auffassung der Europäischen Kommission können Fang, Sterilisation und Freisetzung unter ganz bestimmten Umständen erfolgen, etwa wenn eine Art so weit verbreitet ist, dass sie nicht ausgerottet werden kann und die Populationskontrolle als angemessenes Ziel der Managementmaßnahmen ermittelt wurde. In Deutschland hatte die Stadt Kassel am 5. August 2025 bekannt gegeben, dass dort mit einem dreijährigen regionalen Pilotprojekt ein Bestandsabbau von etwa 20 Prozent angestrebt wird, indem Tiere gefangen, sterilisiert und wieder freigesetzt werden; das Vorhaben ist inzwischen bis auf weiteres ausgesetzt bis zu einer Entscheidung der oberen Naturschutzbehörde (Regierungspräsidium).

### Verstädterte Waschbären
Aufgrund seiner Anpassungsfähigkeit ist es dem Kulturfolger Waschbär gelungen, urbane Gebiete als Lebensraum zu nutzen. Die ersten Berichte über im städtischen Raum lebende Waschbären stammen aus den 1920er Jahren aus einem Vorort von Cincinnati, Ohio. Seit den 1950er Jahren sind Waschbären in nordamerikanischen Metropolen wie Washington, D.C., Chicago und Toronto in großer Zahl anzutreffen. Seit den 1960er Jahren beherbergt Kassel die europaweit erste und dichteste Waschbärpopulation in einem großen städtischen Gebiet mit ungefähr 50 bis 150 Tieren pro Quadratkilometer; eine Zahl vergleichbar mit denen in urbanen Habitaten in Nordamerika. Hohe Populationsdichten werden auch aus anderen Ortschaften in Nordhessen und Südniedersachsen gemeldet. In vielen anderen Städten wie Berlin gehören die Tiere mittlerweile zur Fauna.
Die Größe der Aktionsräume verstädterter Waschbären verringert sich auf etwa 0,03 bis 0,38 Quadratkilometer für Weibchen und 0,08 bis 0,79 Quadratkilometer für Männchen. In Kleinstädten und Vororten schlafen viele Waschbären im nahen Wald nach der Nahrungssuche im Siedlungsgebiet. Früchte und Insekten in Gärten und Speisereste im Müll sind leicht verfügbare Nahrungsquellen. Außerdem gibt es eine große Anzahl zusätzlicher Schlaf- und Wurfplätze wie Baumhöhlen in alten Gartenbäumen, Gartenhäuschen, Garagen, verlassenen Häusern und Dachböden. Die Anzahl der in Häusern schlafenden Waschbären schwankt von 15 Prozent in Washington D.C. (1991) bis zu 43 Prozent in Kassel (2003).

Waschbär-Biologie
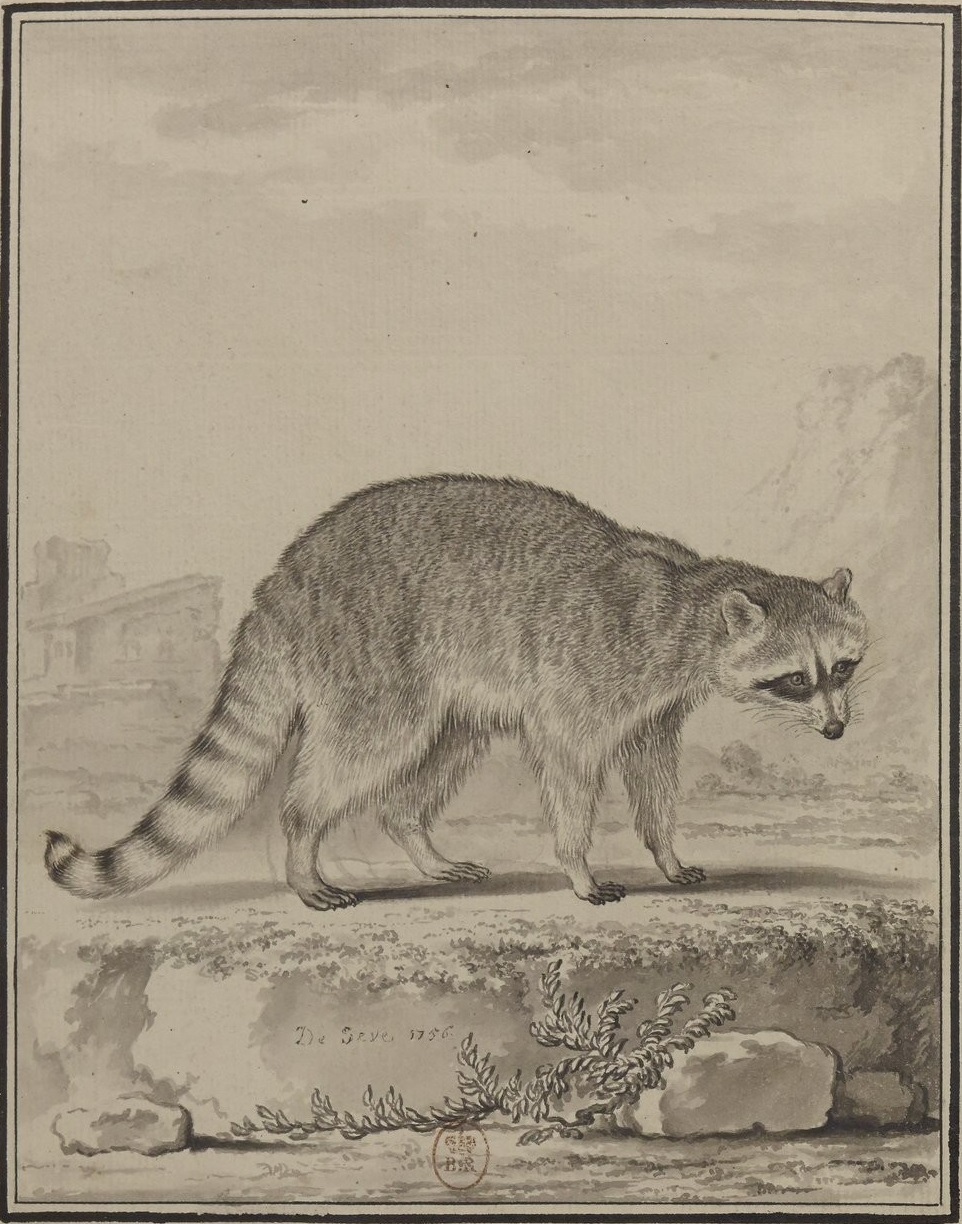
Waschbär
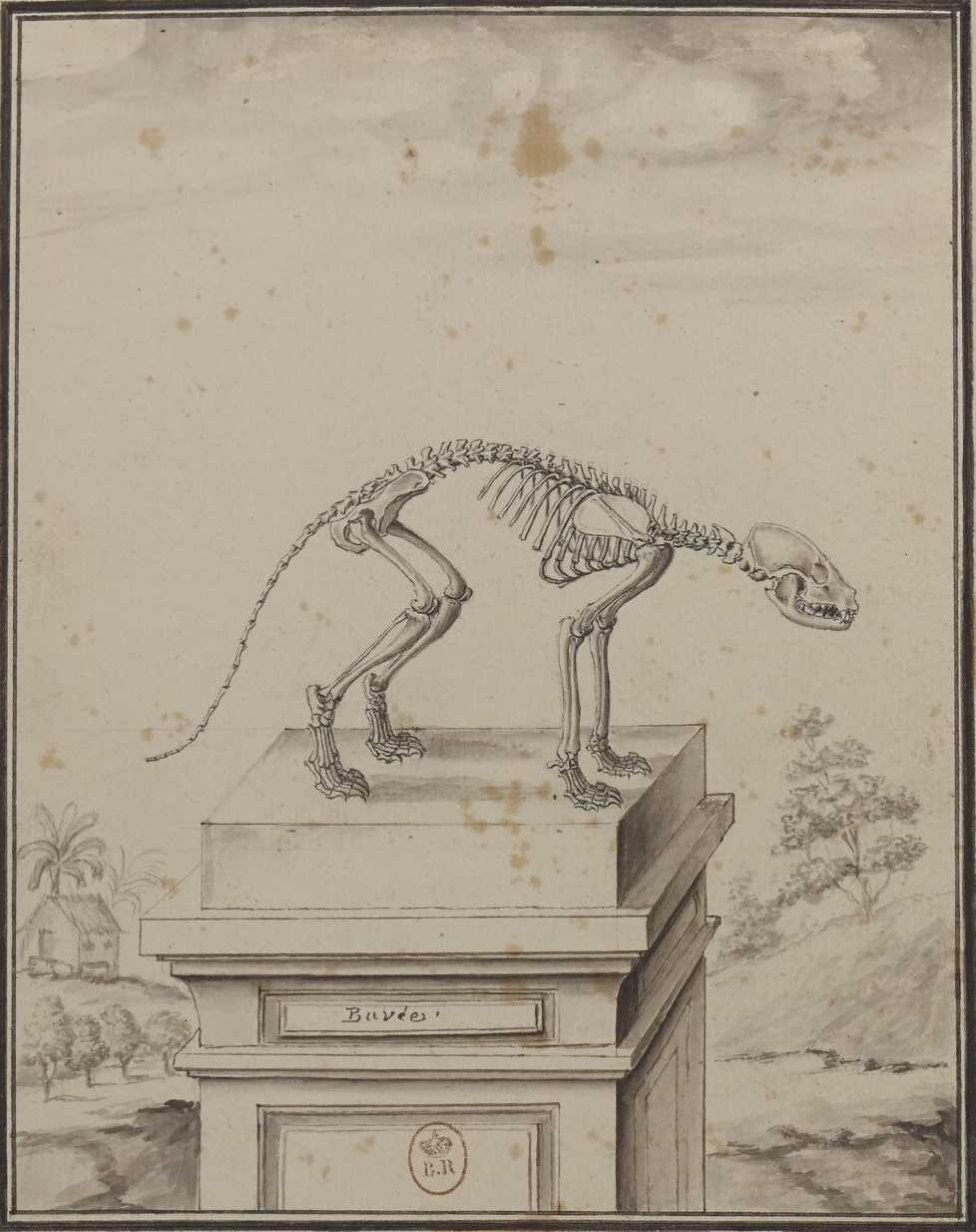
Waschbär-Skelett
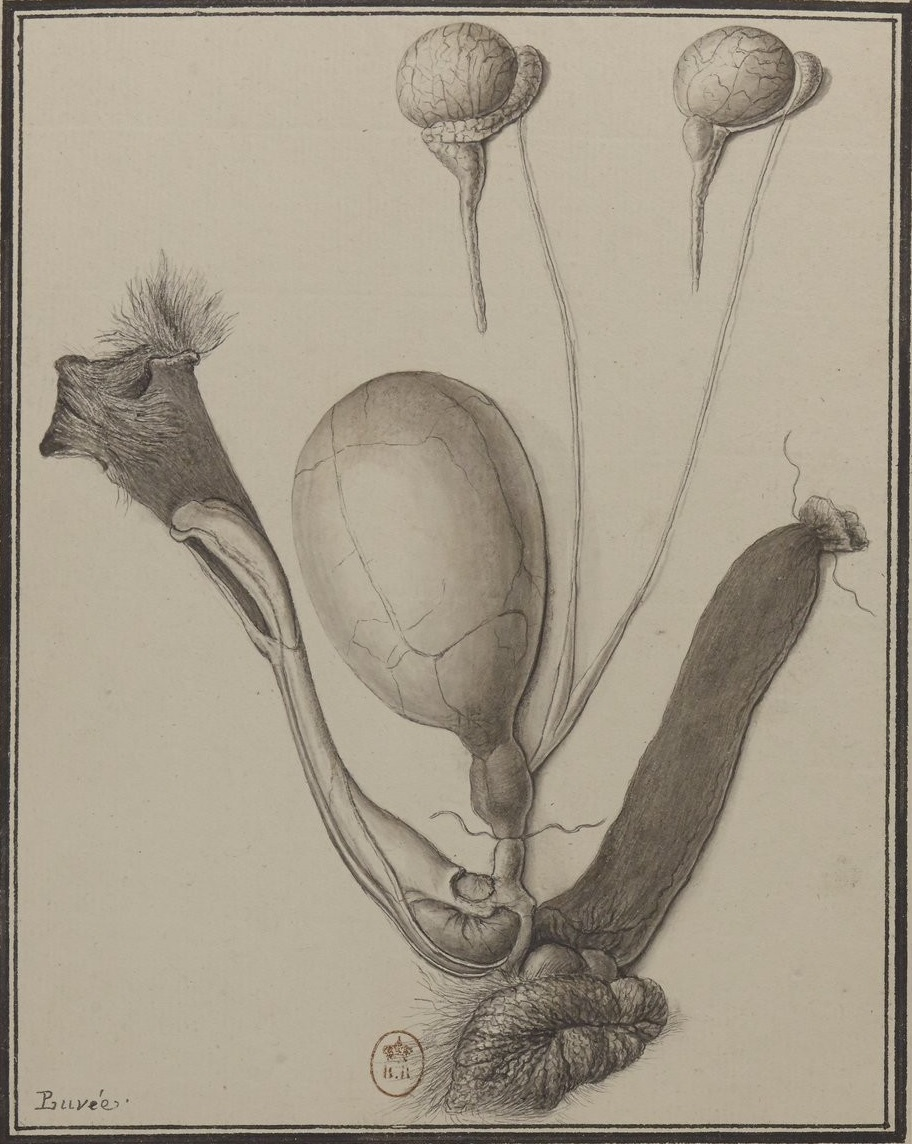
Waschbär-Reproduktionssystem
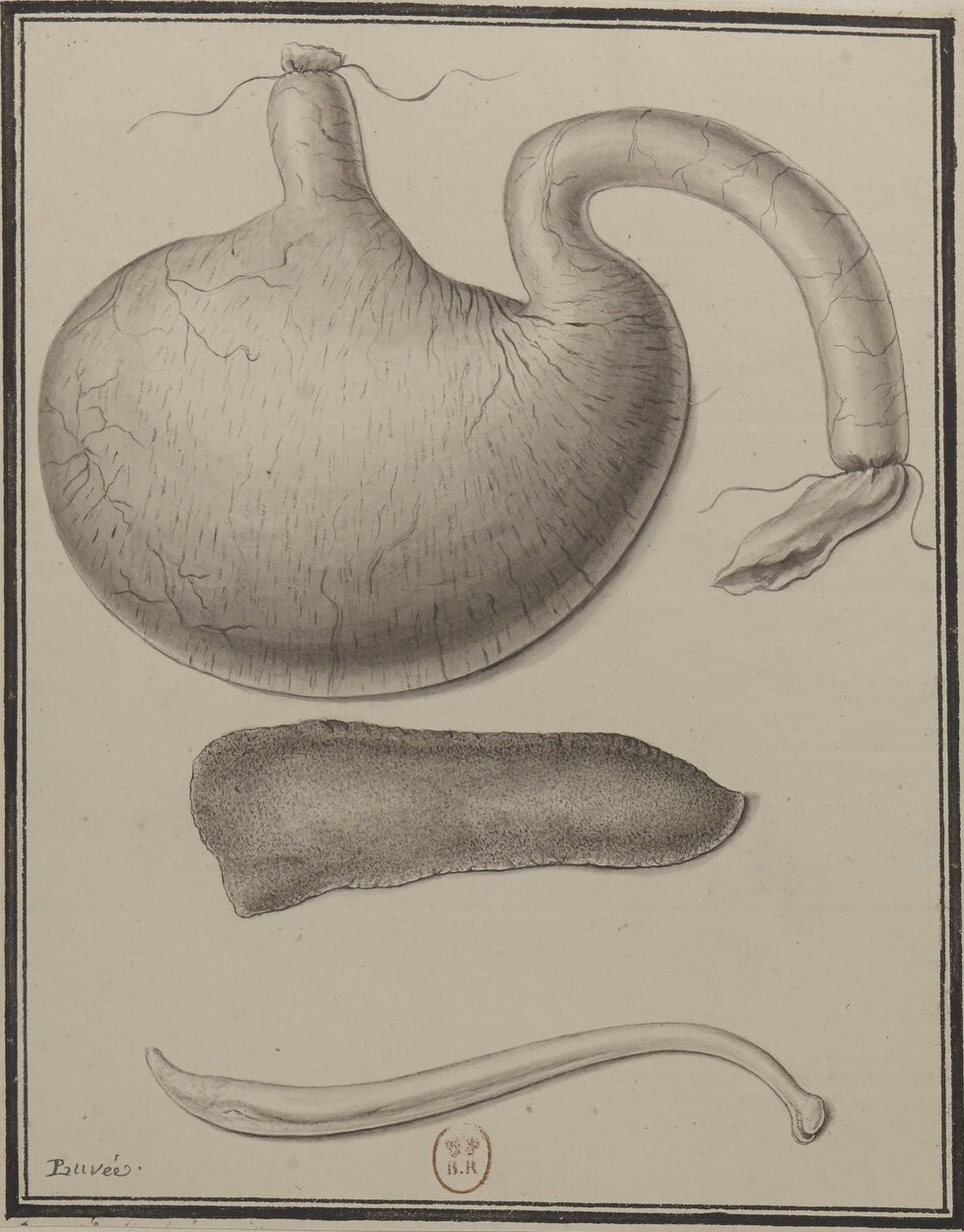
Waschbär-Milz

## Waschbär und Mensch

### Konflikte

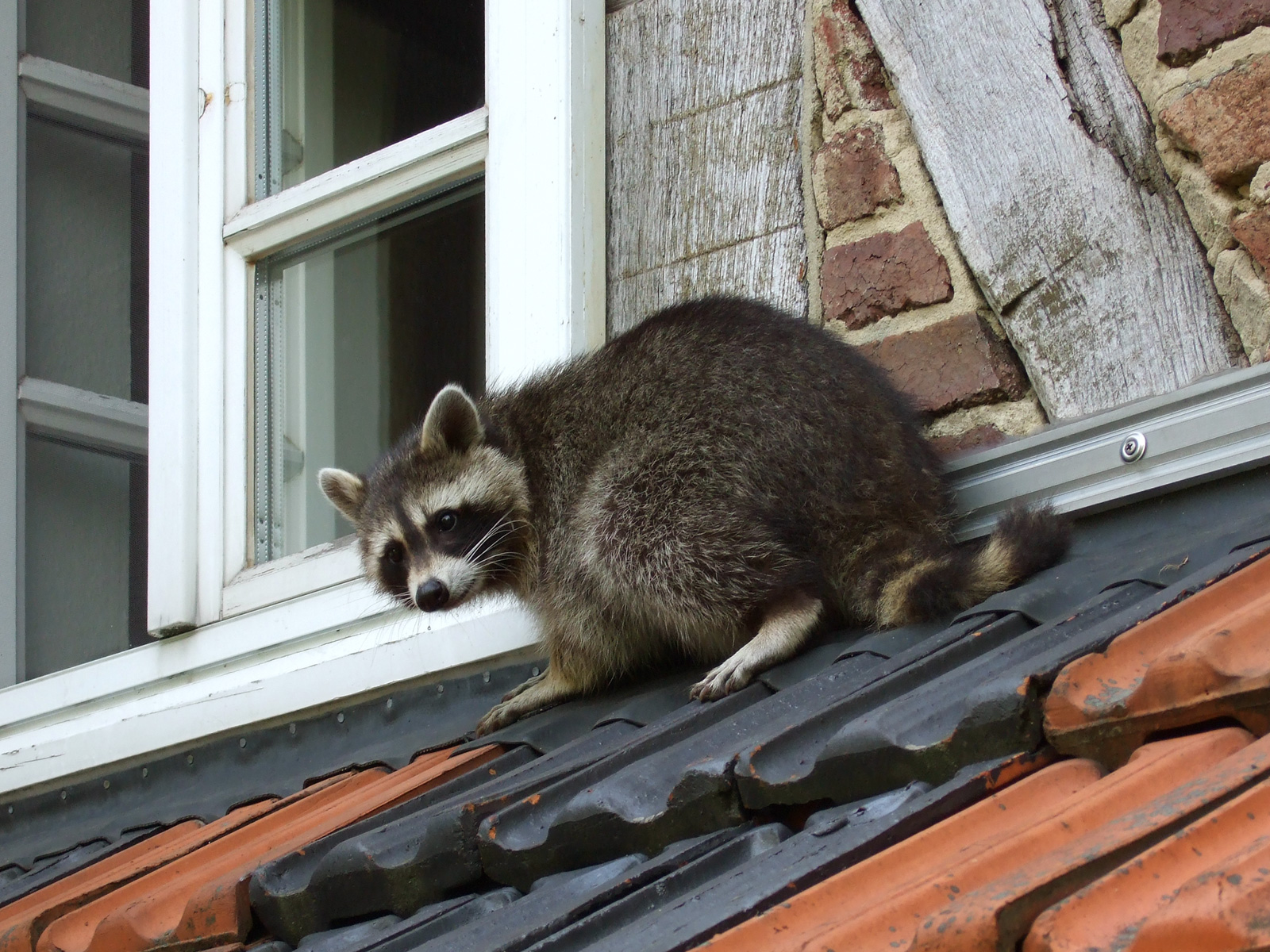
Waschbär auf dem Dach eines Wohnhauses in Albertshausen, Nordhessen

Die steigende Anzahl von Waschbären im menschlichen Siedlungsraum hat zu unterschiedlichen Reaktionen geführt, die von totaler Ablehnung bis zur regelmäßigen Fütterung der Tiere reichen. Die meisten Behörden und einige Wildtierexperten warnen davor, Wildtiere zu füttern, weil diese dadurch immer aufdringlicher oder von Menschen als Futterquelle abhängig würden. Andere Wildtierexperten zweifeln dies an und geben in ihren Büchern Ratschläge für die Fütterung von Wildtieren. Das Füttern von Wild kann nach Landesrecht untersagt oder genehmigungsbedürftig sein; z. B. ist es im Land Berlin grundsätzlich untersagt. Fehlende Scheu vor Menschen ist mit großer Wahrscheinlichkeit kein Anzeichen für Tollwut, sondern eine Verhaltensanpassung der seit vielen Generationen in der Stadt lebenden Tiere.
Während ausgeräumte Mülltonnen und abgeerntete Obstbäume von den Hausbesitzern zumeist nur als lästig angesehen werden, kann die Reparatur von Schäden, die Waschbären bei der Nutzung von Dachböden als Schlafplatz verursachen, mehrere tausend Euro kosten. Das Fangen oder Töten einzelner Tiere löst in der Regel die Probleme nicht, da geeignete Schlafplätze entweder mehreren Waschbären bekannt sind oder bald wiederentdeckt werden. Stattdessen sind vorbeugende Maßnahmen – wie das Stutzen von Ästen –, die verhindern, dass Waschbären überhaupt in das Gebäude gelangen, viel effektiver und kostengünstiger. Darüber hinaus wird die Platzierung von Gerüchen empfohlen, die für Waschbären abschreckend wirken. Eine weitere Alternative ist das Aufhängen von Säckchen mit Hundehaaren oder Mottenkugeln.
Oft ist es nicht möglich, Waschbären durch starke Bejagung dauerhaft aus einem Gebiet zu vertreiben, das für sie einen gut geeigneten Lebensraum darstellt, da sie ihre Fortpflanzungsrate bis zu einer gewissen Grenze steigern können oder Tiere aus dem Umland in die frei gewordenen Streifgebiete einwandern. Junge Rüden reklamieren zudem kleinere Streifgebiete für sich als dies ältere tun, was einen Anstieg der Populationsdichte zur Folge hat. Die Kosten, um aus einem größeren Gebiet auch nur zeitweise alle Waschbären zu entfernen, übersteigen in der Regel die Kosten der durch sie verursachten Schäden um ein Vielfaches.

### Waschbären als Krankheitsüberträger

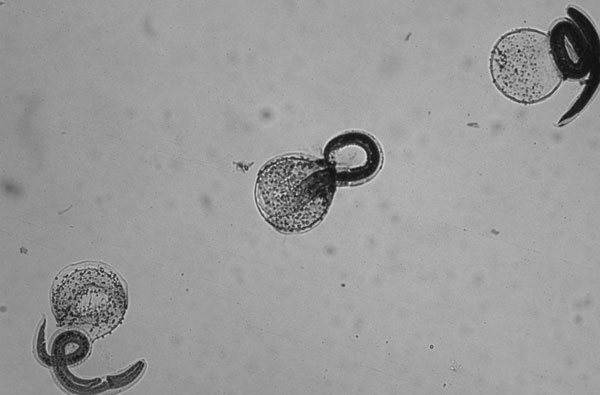
Waschbärspulwurm-Larven

Aus dem verstärkten Kontakt zwischen Waschbär und Mensch ergeben sich Probleme bezüglich der Übertragung von Krankheiten. Anders als in seiner amerikanischen Heimat weist der Waschbär in Europa ein stark eingeschränktes Parasitenspektrum auf. Während die Tollwut in Amerika eine ernstzunehmende Gefahr darstellt, ist diese in Europa erst vereinzelt nachgewiesen worden. Hier gilt zurzeit nur ein einziger Parasit des Waschbären als ein für den Menschen potentiell gefährlicher Erreger, nämlich der Waschbärspulwurm, der im Dünndarm der Tiere lebt. Die Infektion erfolgt dabei durch die orale Aufnahme von Spulwurmeiern aus dem Kot der Tiere. Weil der Mensch für den Spulwurm ein Fehlwirt ist, sind Erkrankungen aber sehr selten.
In einer Studie des Deutschen Jagdverbandes ließen sich keine gefährlichen Lebensmittelkeime wie Salmonellen oder Listerien nachweisen. Da es sich beim Waschbären um einen Allesfresser handelt, ist vor dem Verzehr gemäß Fleischhygienevorgaben eine Untersuchung auf Trichinenbefall verpflichtend.

### Bejagung
Aus traditioneller Jagd mit Hunden gingen die Rassen des Coonhound hervor.
In Deutschland ist der Waschbär als Haarwild zwar nicht nach dem Bundesjagdgesetz als jagdbar gelistet, aber oft durch Landesrecht zur Art bestimmt, die dem Jagdrecht unterliegt. So darf etwa im Freistaat Sachsen jeder Grundstückseigentümer und -nutzer im befriedeten Bezirk wie etwa seinem Haus- oder Kleingarten ohne Jagdschein und ohne Erlaubnis des an sich Jagdausübungsberechtigten Waschbären nachstellen und sie sich aneignen.
Waschbären werden in Deutschland wie Marder mit Lebendfallen in Kastenform gejagt, wobei auch allerlei andere Tiere wie Katzen in die Falle gehen können, sofern nicht durch Aufstellungsort und Köder gezielt vorgegangen wird. In den USA sind für Waschbären selektive kleine röhrenförmige Fallen üblich, die nur eine Vorderpfote von Waschbären fangen sollen, indem sie deren Fähigkeit zum Greifen eines Köders ausnutzen und nur auslösen wenn die „Hand“ wieder herausgezogen wird. Bei Pfoten von Hunden, Katzen und ähnlichen Tieren, die hineintasten, ohne etwas herausziehen zu können, passiere nichts, daher werden diese Fallenbauart „dog proof“ (DP, hundesicher) genannt. Allenfalls in Europa nicht verbreitete Arten wie Opossum und Stinktier würden gelegentlich auch gefangen.
Hohmann und Michler haben auf Tierschutz-Verstöße bei der Waschbärjagd mit Fallen hingewiesen. So wird in einer Pressemitteilung des von Michler geleiteten „Projekts Waschbär“ zur Untersuchung des Waschbärvorkommens im Müritz-Nationalpark der Einsatz von Abzugeisen in Gebieten mit Waschbärvorkommen als „vorsätzliche Tierquälerei“ verurteilt, da durch die Aufnahme des Köders mit den Vorderpfoten kein Unterschied zur Wirkung verbotener Tellereisen bestehe. In Deutschland dürfen Totschlagfallen – sofern in vielen Bundesländern inzwischen nicht grundsätzlich verboten – nur in Verbindung mit einem Fangbunker aufgestellt werden. Der Zugang hat einen geringen Durchmesser und ist so konstruiert, dass Menschen nicht an die Falle geraten und Fehlfänge vermieden werden. Waschbären wird tierschutzgerecht mit Lebendfangfallen nachgestellt. Aus Tierschutzgründen müssen Lebendfangfallen mindestens einmal am Tag kontrolliert werden. Der Deutsche Jagdverband hat bereits gängige Totfanggeräte und Lebendfangfallen nach dem Standard für eine humane Fallenjagd erfolgreich testen lassen. Grundlage ist das „Agreement on Humane Trapping Standards“ (AIHTS, deutsch: Übereinkommen über internationale humane Fangnormen) zwischen der EU und Kanada und Russland sowie mit den USA. Um effizient in steigende Waschbärpopulationen eingreifen zu können, wird die Zulassung AIHTS-konformen Fanggeräts aus den Herkunftsländern des Waschbären angestrebt, die die größere Erfahrung mit seiner Bestandskontrolle haben.

### Fleischnutzung
In Teilen der USA ist Waschbärfleisch als Nahrungsmittel etabliert: Im Süden der USA werden jährlich zehntausende Tiere verspeist und unter Jägern in South Carolina decken Waschbären etwa ein Zehntel des Fleischverzehrs. In Europa ist Waschbärfleisch eine Randerscheinung, sodass es vielfach rezipiert wurde, als ein Fleischer aus Kade (Stadt Jerichow) dieses 2023 in sein Sortiment aufnahm. In Deutschland ist beim Waschbären, wie beim Wildschwein, beide sind Allesfresser, vor dem Verzehr eine Untersuchung auf Trichinenbefall verpflichtend. Zu den Infektionsrisiken siehe #Waschbären als Krankheitsüberträger.

### Pelzverarbeitung

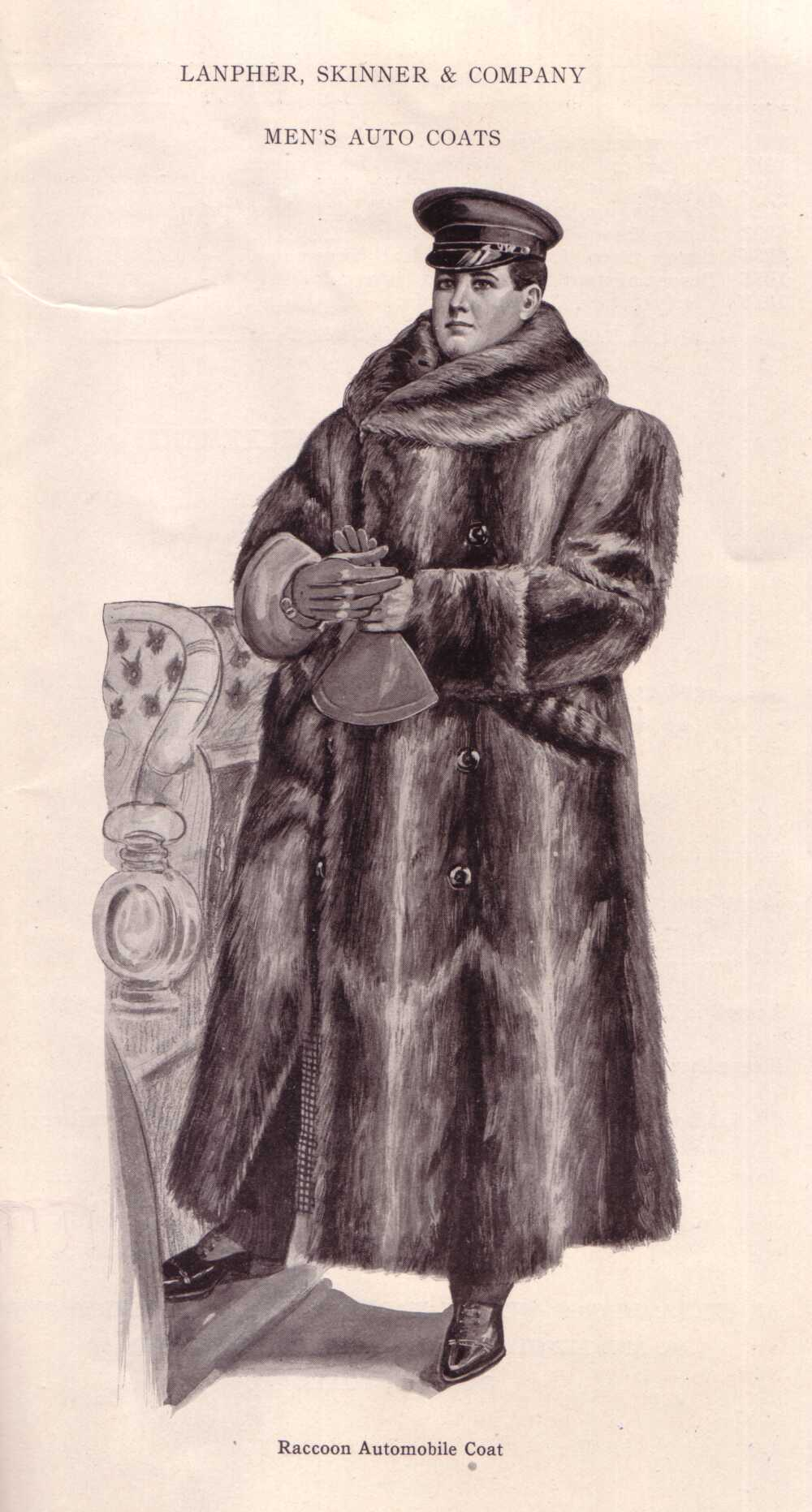
Automobilisten-Mantel aus Waschbärpelz, USA 1906

Das Waschbärfell stellt einen wesentlichen Anteil der Pelzbekleidung und Pelzaccessoires. Waschbärfelle werden zu Mänteln, Jacken oder Mützen, beispielsweise auch zu den typischen Trappermützen, verarbeitet.
Zu Beginn des 20. Jahrhunderts wurden in Nordamerika so viele Waschbären für die Pelzherstellung erlegt, dass ihre Anzahl gebietsweise deutlich zurückging. In der zweiten Hälfte der 1920er Jahre wurde er daher erstmals in größerem Umfang gezüchtet, was aber sowohl in Nordamerika als auch in Europa bald wieder aufgegeben wurde. Immerhin gab es 1934 in Deutschland 228 Betriebe, die Waschbären züchteten, mit insgesamt allerdings nur 1583 Tieren. Doch zu Beginn der 1940er Jahre kamen Langhaarpelze aus der Mode und somit fielen die Preise. Seitdem kommen praktisch ausschließlich Felle von Wildtieren in den Handel.
Im Pelzhandel wird auf den Rauchwarenauktionen das Marderhundfell, wohl wegen seines in Teilen waschbärähnlichen Aussehens, mit dem irreführenden Namen Finnraccoon oder Chinesisch Raccoon (raccoon = engl. Waschbär) angeboten; hier kommt es gelegentlich zu Verwechslungen.

### Der Waschbär in Mythologie und Kultur
In der indianischen Mythologie war der Waschbär das Thema zahlreicher Sagen. Geschichten wie “How raccoons catch so many crayfish” (deutsch: „Wie Waschbären so viele Krebse fangen“) vom Stamm der Tuscarora drehten sich um sein außergewöhnliches Geschick bei der Nahrungssuche. In anderen Erzählungen spielte der Waschbär, ähnlich wie der Rotfuchs in mitteleuropäischen Sagen, die Rolle des Tricksters, der andere Tiere wie Kojoten und Wölfe überlistet. Unter anderem glaubten die Dakota Sioux daran, dass der Waschbär aufgrund seiner Gesichtsmaske, die der von ihnen bei Ritualen getragenen Gesichtsbemalung ähnelte, über magische Kräfte verfügte. Die Azteken sprachen übernatürliche Fähigkeiten vor allem den Weibchen zu. Bei den Abenaki und Penobscot-Stämmen ist eine Waschbären-Tricksterfigur unter dem Namen Azeban bekannt. Der englische Name des Waschbären, „Raccoon“, leitet sich vom Wort „Aroughcun“ oder „Ahrah-koon-em“ ab, den die Algonkin dem Tier gaben, was so viel wie „der mit den Händen kratzt“ bedeutet.
Von westlichen Autoren gibt es einige für Kinder geschriebene autobiographische Romane über das Zusammenleben mit einem Waschbären. Das bekannteste Werk ist Sterling Norths Rascal, der Waschbär, in dem er erzählt, wie er als Kind zur Zeit des Ersten Weltkrieges einen Waschbären aufzog. In den letzten Jahren spielten anthropomorphe Waschbären Hauptrollen in der Zeichentrickserie Die Raccoons, dem Animationsfilm Ab durch die Hecke, der Videospielserie Sly Raccoon, sowie als Comic- und Kinofilmheld „Rocket Raccoon“.
Der Waschbär Roni war das offizielle Maskottchen der Olympischen Winterspiele 1980 in Lake Placid.

### Haltung als Heimtier
Der Waschbär wird vor allem in den USA gelegentlich als Heimtier gehalten, wovon aber viele Experten abraten, da er keine domestizierte Tierart ist und sich unvorhersehbar und aggressiv verhalten kann. Viele geschlechtsreife Waschbären verhalten sich während der Paarungszeit aggressiv und beißen etwa unvermittelt zu. Eine Kastration im fünften oder sechsten Lebensmonat reduziert die Wahrscheinlichkeit erheblich, dass derartige Verhaltensweisen auftreten. Wenn sie sich nicht genug bewegen oder falsch ernährt werden, können Waschbären verfetten oder Verhaltensstörungen entwickeln. Mit Hinblick auf Forschungsergebnisse zum Sozialverhalten des Waschbären vertreten einige Halter die Ansicht, dass sie möglichst nicht alleine gehalten werden sollten, damit sie nicht vereinsamen.

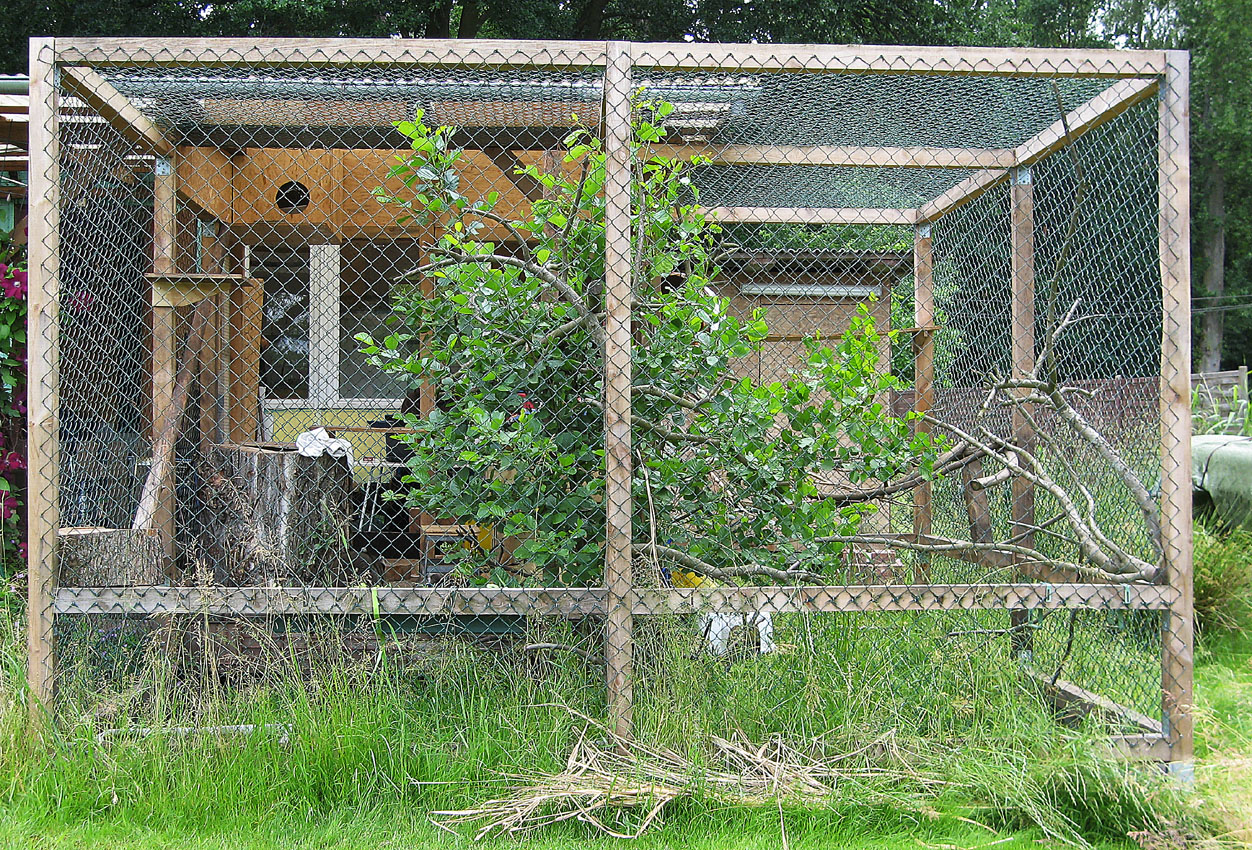
Gehege

Wegen der Beißgefahr ist die Haltung als Haustier in vielen Bundesstaaten der USA verboten; oder es ist zumindest – wie lange Zeit auch in Deutschland – eine Genehmigung zur Haltung exotischer Haustiere erforderlich. In den USA werden als Haustiere gehaltene Waschbären, die einen Menschen gebissen haben, regelmäßig zur Durchführung einer Tollwutuntersuchung getötet.
In der Europäischen Union ist das Halten seit 3. August 2016 grundsätzlich verboten. Seither ist der Waschbär in die Liste invasiver gebietsfremder Arten von unionsweiter Bedeutung aufgenommen. So ist jede Form der Haltung, Beförderung oder Fortpflanzung durch Beschlagnahmen, Sanktionen und sonstige Maßnahmen zu unterbinden und nur für Exemplare, die vor diesem Datum belegbar unter Verschluss gehalten waren, gibt es Bestandschutz. Im Rahmen des Managements wird aber die private Haltung zumindest in einigen Ländern nach Ermessen gestattet, wenn sie unter Verschluss erfolgt, eine Fortpflanzung unterbunden wird und weitere Voraussetzungen erfüllt sind, zum Beispiel in Nordrhein-Westfalen und Schleswig-Holstein.

## Philatelistisches
In der Briefmarkenserie Tierkinder gab die Deutsche Post AG mit dem Erstausgabetag 2. Januar 2019 ein Postwertzeichen im Nennwert von 90 Eurocent heraus. Die Briefmarke zeigt zwei junge Waschbären, entworfen von den Grafikern Nicole Elsenbach aus Hückeswagen und Frank Fienbork aus Utting am Ammersee.